# A Fiumei úti sírkert nevezetes halottainak listája
Ezen a lapon a Fiumei úti sírkert nevezetes halottainak listája található családi név szerinti betűrendben, születési és halálozási évvel, a sírhely pontos megjelölésével szögletes zárójelben.
| Ábécé szerinti tartalomjegyzék                                                                           |
| --- |
| A, Á B C Cs D Dz Dzs E, É F G Gy H I, Í J K L Ly M N Ny O, Ó Ö, Ő P Q R S Sz T Ty U, Ú Ü, Ű V W X Y Z Zs |

## A, Á

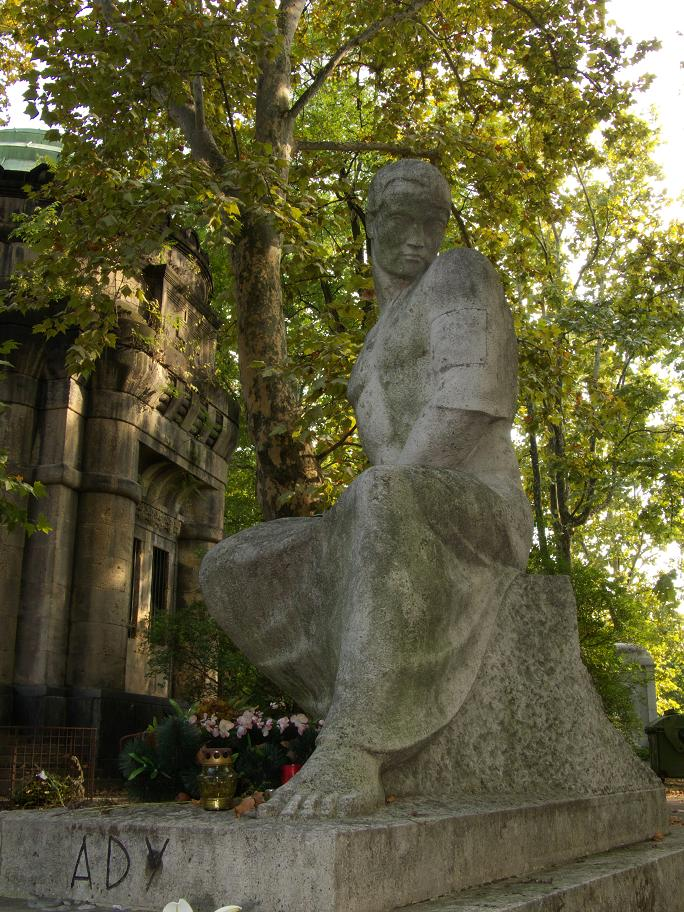
Ady Endre

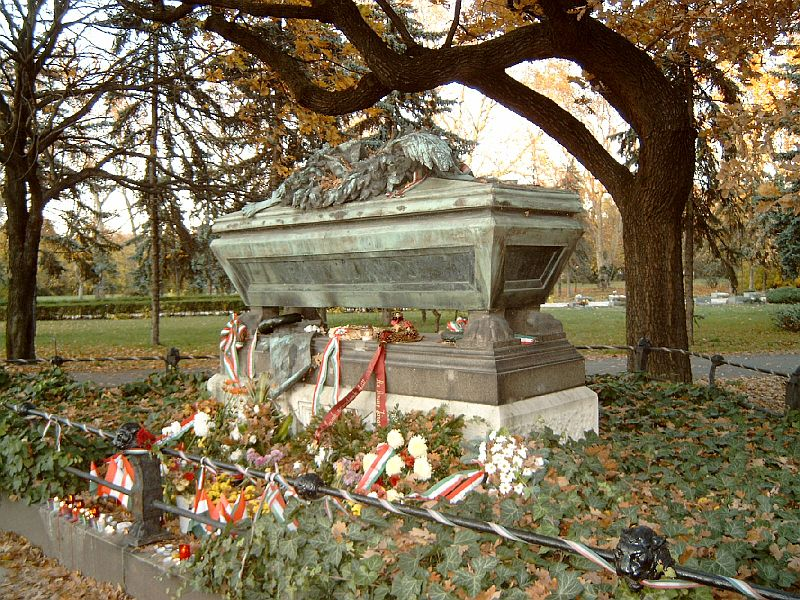
Arany János és Arany László

- Abafi Lajos (1840–1909) irodalomtörténész [17/2-12-4]
- Karol Gustaw d’Abancourt de Franqueville (1811–1849) lengyel nemes, katona, az 1848–49-es forradalom és szabadságharc alatt a Honvédség századosa
- Ábel Jenő (1858–1889) filológus [34/2-1-51]
- Ábrányi Emil, id. (1851–1920) költő [37/2-1-33]
- Ábrányi Emil, ifj. (1882–1970) zeneszerző [37/2-1-33]
- Ábrányi Kornél (1822–1903) zeneszerző [28-díszsor-4]
- Ábrányi Kornél, ifj. (1849–1913) író, újságíró [10-1-1]
- Ady Endre (1877–1919) költő [19/1-sziget]
- Ady Lajos (1881-1940) irodalomtörténeti és pedagógiai író, tanár, tankerületi főigazgató [19/1-sziget]
- Aggházy Károly (1855–1918) zeneszerző, zongoraművész [40-0-1-63]
- Aigner Sándor (1854–1912) építész [18-3-23]
- Alexy Károly (1816–1880) szobrászművész [18-2-5]
- Almásy Pál (1818–1882) politikus [B. 332]
- Alpár Ignác (1855–1928) építész [Á. J. út]
- Alszeghy Kálmán (1852–1927) színész, rendező [39-1-118]
- Alvinczi József (1735–1810) tábornagy [17/1-1-40]
- Ambrus Zoltán (1861–1932) író [46-1-93]
- Andrássy Katinka grófnő (1898–1985) író [Károlyi-mauzóleum]
- Angyal Dávid (1857–1943) történetíró
- Ángyán Béla (1849–1920) orvos belgyógyász, egyetemi tanár [37-1-19]
- Ángyán János (1956–2017) elméleti kémikus [34-0-20]
- Antall József (1932–1993) miniszterelnök, történész, tanár, muzeológus [28-közép]
- Appiano József (1792–1856) nagykereskedő-iparos, gazdaságfejlesztő, 1852–1853-ban Pest alpolgármestere [9-1-107]
- Arany János (1817–1882) költő [14-sziget]
- Arany László (1844–1898) költő [14-sziget]
- Asbóth Jenő (1858–1934) atléta [45-1-83]
- Asztalos Lajos (1889–1956) nemzetközi sakkmester [33/3-1-18]

## B

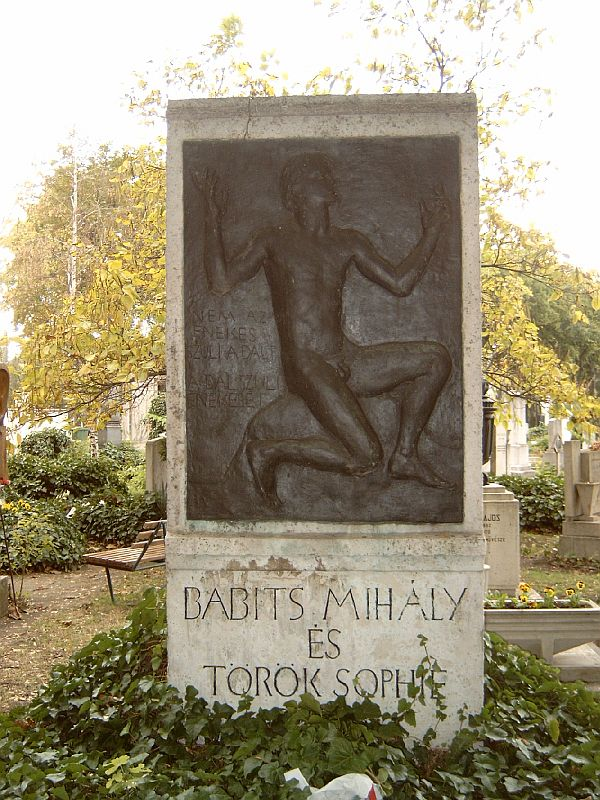
Babits Mihály és Tanner Ilona

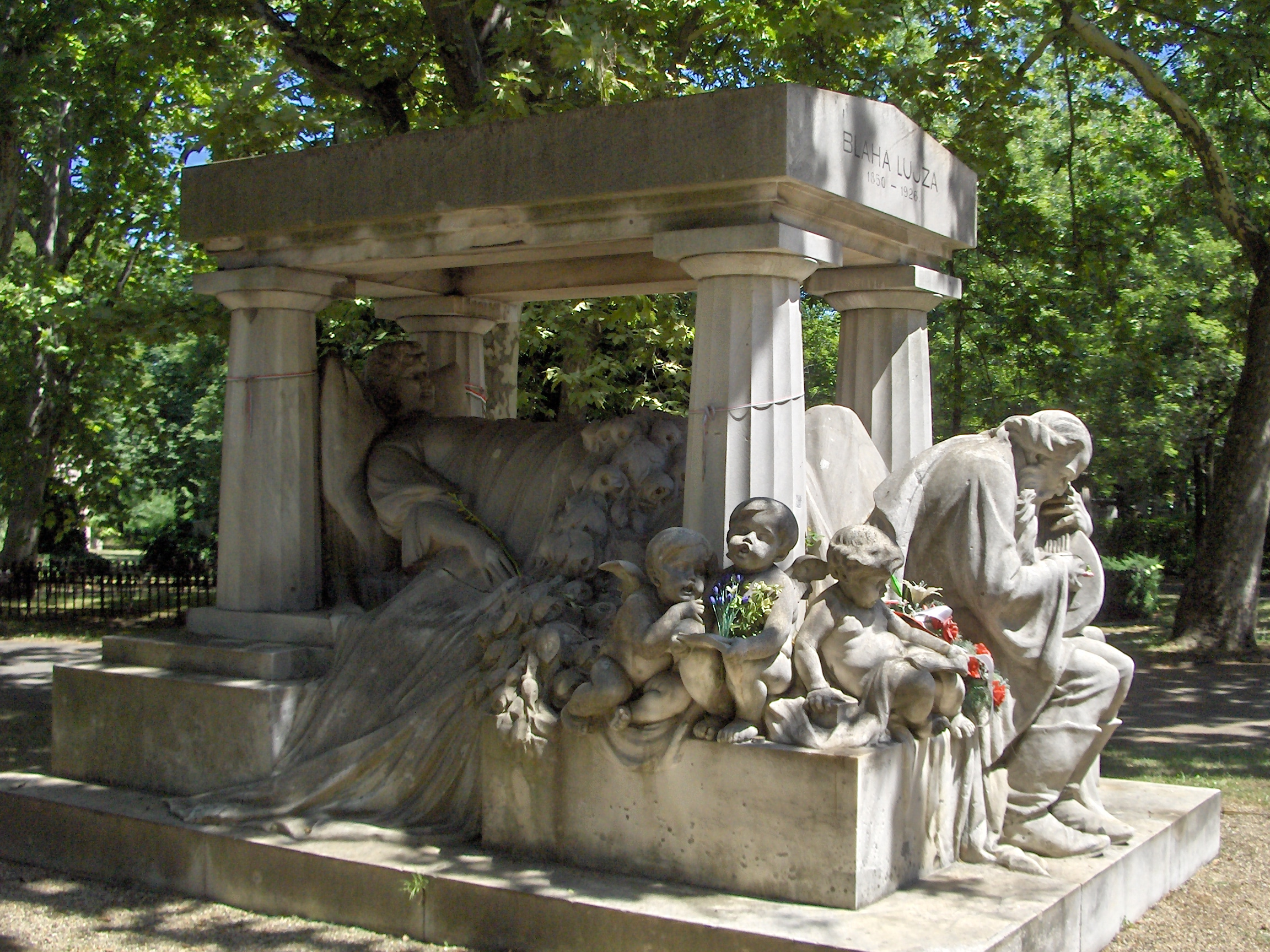
Blaha Lujza

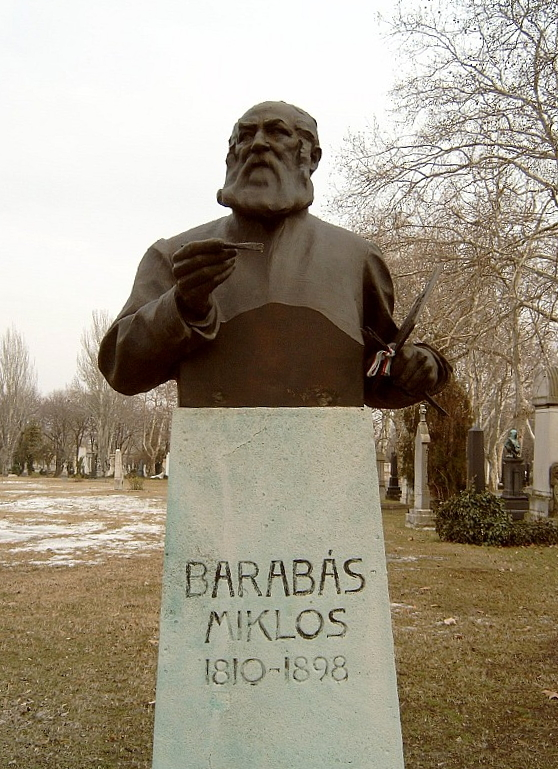
Barabás Miklós

- Babits Mihály (1883–1941) író, költő, műfordító [34-1-30]
- Bachó István (1858–1915) karmester, zeneszerző [33/1-1-9]
- Bacsó Béla (1891–1920) író, újságíró [20-sziget]
- Baghy Gyula (1891–1967) író, költő, nyelvész, színész, eszperantista [34/1-1-38]
- Bainville-Jordán Eleonóra (1844–1900) hercegné [B. 52]
- Bajza József (1804–1858) költő [34/1-1-21]
- Bakó László (1872–1928) színész [35-9-14]
- Bakó Márta (1920–2013) színésznő
- Bakonyi Károly (1873–1926) író, dalszerző [39-1-33]
- Balassa János (1814–1868) sebész, az általános érzéstelenítés meghonosítója [J. 194/195]
- Balázs Árpád (1874–1941) zeneszerző, dalköltő [46-1-2]
- Balázs Béla (1884–1949) író, költő, filmesztéta [Munkásmozgalmi Panteon]
- Balázsovits Lajos (1946–2023) színész, rendező, a nemzet színésze
- Bálint György (1919–2020) kertészmérnök, politikus [19/1-1-13]
- Bálint Zoltán (1871–1939) építész [41-1-50]
- Ballagi Aladár (1853–1928) történész [43-1-71]
- Ballagi Mór (1815–1891) teológus, nyelvész, szótáríró [34/1-1-10]
- Balló Ede (1859–1936) festőművész [48/4-1-31]
- Bánffy Dezső (1843–1911) miniszterelnök (1895–99) [29/2-1-2. sarok]
- Bánhidi Antal (1902–1994) gépészmérnök, repülőgép-tervező és pilóta [47-1-130]
- Bányai Elemér (1875–1915) író, újságíró [20-1-40]
- Barabás Miklós (1810–1898) festőművész [28-1-5]
- Barcza Gedeon (1911–1986) tanár, sakkozó, sakkpedagógus és szakíró [33/3-1-7]
- Barcsay Jenő (1900–1988) festőművész [34/2-1-50]
- Bárczy István (1866–1943) Budapest főpolgármestere [J. 557.]
- Bartók Lajos (1851–1902) költő, drámaíró [29/2-1-10]
- Bartoniek Emma (1894–1957) történész [J.]
- Basilides Mária (1886–1946) operaénekesnő [24-1-72]
- Báthory Giza (1884–1941) színésznő [17/3-2-2]
- Batthyány Lajos (1807–1849) Magyarország első miniszterelnöke, szabadságharcos, vértanú [Batthyány-mauzóleum]
- Baumgarten Ferenc Ferdinánd (1880–1927) esztétikus, kritikus [26/1-1/a-33]
- Békássy István (1907–1995) színész [34/1-1-36]
- Beketow Mátyás (1867–1928) műlovar, budapesti Nagycirkusz igazgatója [43-3-43]
- Benedek Jenő (1906–1987) festőművész [34/2-2-27]
- Benedek Lajos (1858–1890) színész [34/1-2-26]
- Beniczky Ödön (1878–1931) legitimista politikus, miniszter, újságíró [46-1-10]
- Benza Ida (1845–1880) operaénekes [34/1-2-21]
- Beöthy Ákos (1838–1904) politikus [28-ds.-41]
- Beöthy László (1826–1857) író [29/1-1-3]
- Beöthy Zsigmond (1875–1901) színész, énekes [28-9-29]
- Beöthy Zsolt (1848–1922) irodalomtörténész [36/2-1-38]
- Berán Lajos (1882–1943) szobrász [J. 372.]
- Bercsényi Béla (1844–1901) színész, író [28-2-160]
- Berczik Árpád (1842–1919) novellista, színműíró [19/1-1-6]
- Beregi Oszkár (1876–1965) színész, rendező, színigazgató [34/1-1-36]
- Bethlen István (1874–1946) politikus, miniszterelnök [12/2-közép] (jelképes sír)
- Berky Lili (1886–1958) színésznő [34/2-1-36]
- Bertalan Árpád, vitéz (1898–1941) katona, az ejtőernyős fegyvernem megszervezője
- Berzeviczy Béla (1870–1922) honvéd vezérkari főnök [37/1-1-33]
- Bethlen István, gróf (1874–1946) politikus, jogász [12/2-közép]
- Bethlen Miklós, gróf (1831–1899) színész, újságíró [28-18-24]
- Bezsilla Nándor (1868–1917) ügyvéd, Pestújhely alapítója
- Bihari Sándor (1855–1906) festőművész [33/2-1-3]
- Bíró Lajos (1856–1931) természettudós, néprajzi gyűjtő [34/2-73]
- Blaha Lujza (1850–1926) színésznő [18/1-sziget]
- Bláthy Ottó Titusz (1860–1939) gépészmérnök, feltaláló [34-1-45]
- Boczkó Dániel (1789–1870) földbirtokos, országgyűlési képviselő, Erdély teljhatalmú kormánybiztosa [J. 302.]
- Bochkor Károly (1847–1918) jogász, politikus, egyetemi tanár [40/1-13]
- Bodoky Lajos (1833–1885) vízépítő mérnök [34/1-3-4]
- Bodor Tibor (1921–2000) színész [14/1-13]
- Bókay Árpád (1856–1919) belgyógyász [J. 490.]
- Bókay János (1892–1961) író [J. 490.]
- Borovszky Samu (1850–1912) történész, helytörténész [18-5-13]
- Bortnyik Sándor (1893–1976) festőművész [34/2-1-30]
- Bozzay Dezső (1912–1974) ipari formatervező [34-2-19]
- Bozzay Margit (1895–1942) író [34-2-19]
- Brodszky Sándor (1819–1901) festőművész [28-11-12]
- Brüll Adél (Léda) (1872–1934) (Ady-múzsája) [35-1-51]
- Budai Ilona (1951–2023) népdalénekes, a nemzet művésze
- Bugát Pál (1794–1865) orvos, orvosi-szakíró [J.169.]

## C
- Cholnoky Jenő (1870–1950) földrajztudós, tanár [33-2-31]
- Chorin Ferenc (1842–1925) politikus és üzletember, Gyáriparosok Országos Szövetségének megalapítója és igazgatója (1902–25) [26/1-1-14]
- Clark Ádám (1811–1866) skót mérnök [35-1-80]
- Concha Győző (1846–1933) jogász, államtudós, egyetemi tanár, az MTA másodelnöke [47-1-88]
- Czakó Zsigmond (1820–1847) színész, drámaíró [9-4-62]
- Czigler Győző (1850–1905) építész, műegyetemi tanár [28/díszsor-10]
- Czuczor Gergely (1800–1860) nyelvtudós, író, költő [29/1-2-10]

## Cs

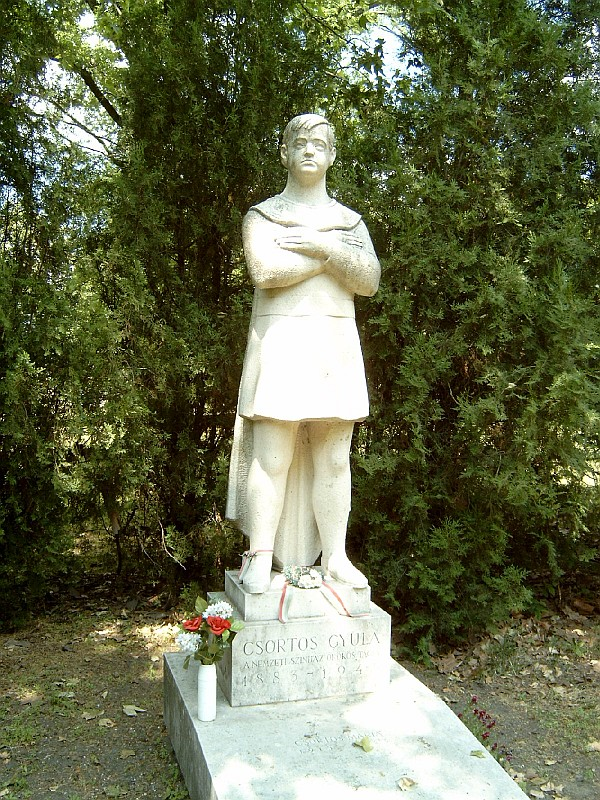
Csortos Gyula

- Csány László (1790–1849) politikus, 1848–49 es vértanú [29/1-2-11]
- Csepreghy Ferenc (1842–1880) népszínműíró [34/1-1-29]
- Csernus Menyhért (Csernyus Emmánuel; 1808–1849) minisztériumi tisztviselő, 1848-as vértanú [31-közép]
- Csiky Gergely (1842–1891) drámaíró, műfordító [34/1-1-12]
- Csillag Teréz (1862–1925) színész [39-1-7]
- Csók István (1865–1961) Kossuth-díjas festőművész [35-1-74]
- Csomós Mari (1943–2023) a nemzet színésze
- Csontváry Kosztka Tivadar (1853–1919) festőművész [34/2-1-14][1]
- Csortos Gyula (1883–1945) színész [10-7-2]
- Csurka István (1934–2012) politikus, drámaíró [57]

## D

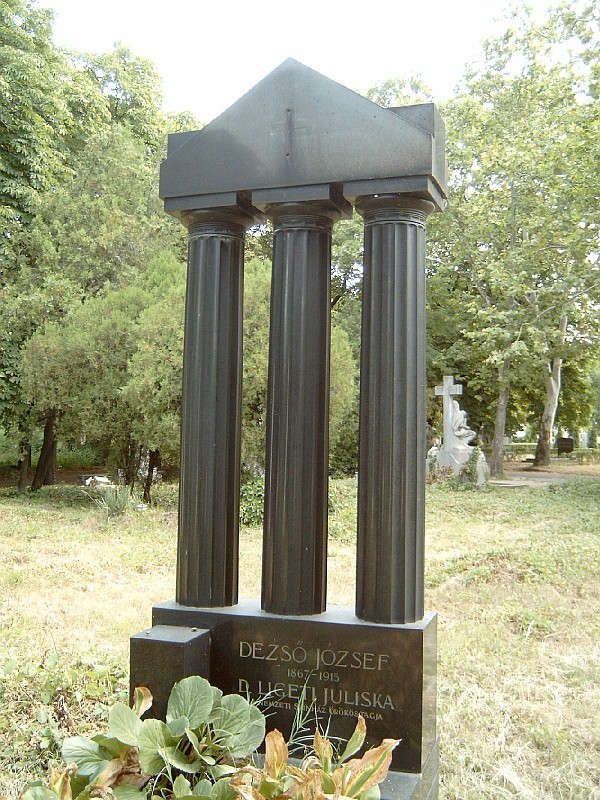
Dezső József és Ligeti Juliska

- Dáni Balázs (1864–1944) katonatiszt, országgyűlési képviselő [44/1-1-82]
- Damjanich Jánosné szül. Csernovics Emília (1819–1909)
- Darvas József (1912–1973) író, politikus [34/2-1-23]
- Dávid Katalin (1923–2023) művészettörténész
- Deák-Ébner Lajos (1850–1934) festőművész [34-2-36]
- Deák Ferenc (1803–1876) politikus [Deák-mauzóleum]
- Deér Endre (1865–1938) gyógyszerész [42-1-25]
- Déchy Mór (1851–1917) geográfus [20-4-38]
- Demján Sándor (1943–2018) üzletember, vállalkozó [19/1-sziget]
- Derkovits Gyula (1894–1934) festőművész [34/2, 0, 2, 1/A]
- Dési Huber István (1895–1944) festőművész [Mm-panteon]
- Dezső József (1867–1915) színész, újságíró [26/1-4-9]
- Kozineki Diósy Sándor tábornok [11/1-1-30]
- Dobi István (1898–1968) politikus, miniszterelnök (1948–49, 1952–67) [Mm-panteon]
- Dóczy József (1863–1913) nótaköltő [18/1-1-46]
- Dobozy Imre (1917–1982) író [12-2-2]
- Dollinger Gyula (1849–1937) orvos, egyetemi tanár, a magyar ortopédia megalapítója [27-1-48]
- Domanovszky Endre (1907–1974) festőművész [34/2-1-28]
- Donáth Leó (1888–1941) úszó, sportvezető, a Magyar Úszószövetség főtitkára [34-1-61]
- Dózsa László (1942–2023) színész
- Dunaiszky László (1822–1904) szobrász [J. 188]
- Dunaiszky Lőrinc (1784–1833) szobrász [J. 188]

## E, É
- Eck Imre (1930–1999) táncművész, koreográfus 42/1-A-26
- Edvi Illés Aladár (1858–1927) gépészmérnök 11-1-28
- Egressy Ákos (1830–1914) színész 29/1-2-9
- Egressy Béni (1814–1851) zeneszerző [34/1-1-26]
- Egressy Gábor (1808–1866) színész, rendező, színigazgató [29/1-2-9]
- Endresz György (1893–1932) repülőgép pilóta, 1931-ben átrepülte az Atlanti-óceánt [47-1-128]
- Endrődi Sándor (1850–1920) költő, író [26-1-14]
- Énekes István (1911–1940) ökölvívó olimpiai bajnok [34-9-13]
- Eötvös Loránd (1848–1919) fizikus [10/1-1-9]
- Érdy János (1796–1871) régész [B. 242.]
- Erkel Elek (1850–1934) zeneszerző, karmester [34/1-3-7]
- Erkel Ferenc (1810–1893) zeneszerző [29-1-6]
- Erkel Sándor (1846–1900) zeneszerző [28-díszsor-9]
- Evva Lajos (1851–1916) író, színházigazgató [18-1-47]

## F

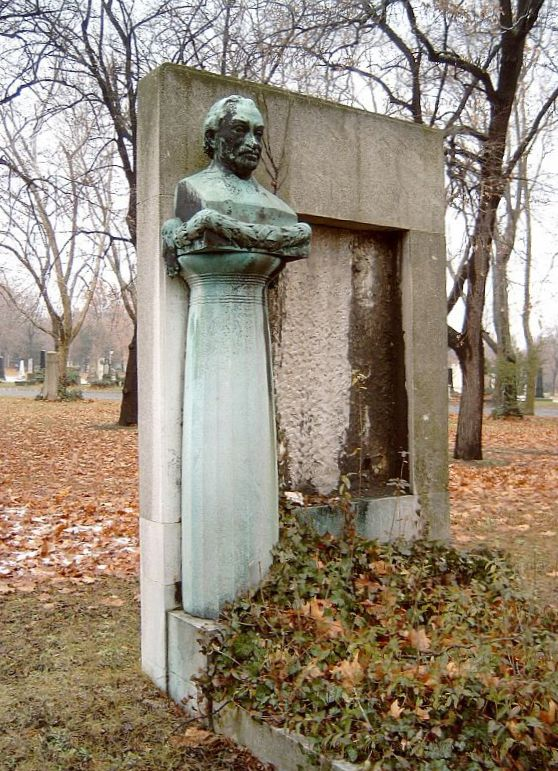
Falk Miksa

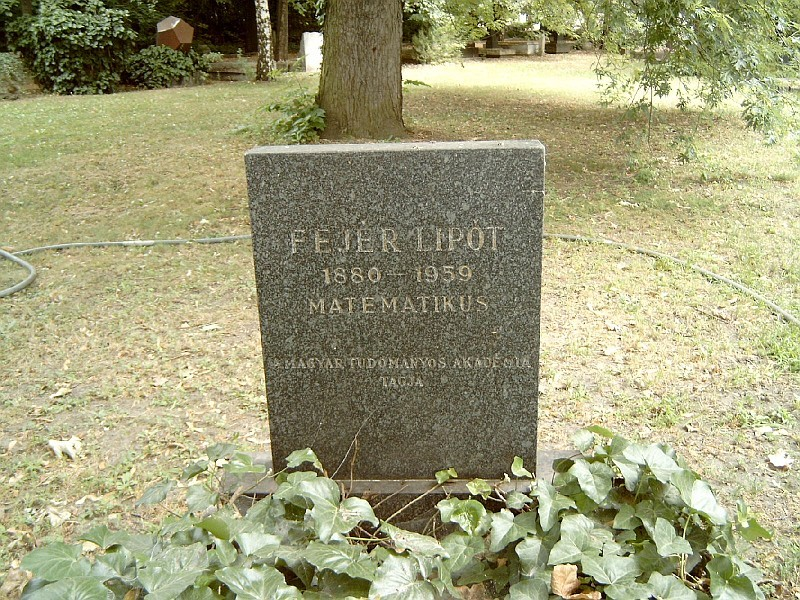
Fejér Lipót

- Fadrusz János (1858–1903) szobrászművész [28-díszsor-30]
- Falk Miksa (1828–1908) író, politikus [29/3-1-13]
- Faludy György (1910–2006) író, költő, műfordító [41-2-15]
- Fáncsy Ilka (1842–1904) színésznő [34/1-2-32]
- Fáncsy Lajos (1809–1854) színész [29/1-1-12]
- Faragó Géza (1877–1928) festő, grafikus [34-11-21]
- Farkasházy Zsigmond (1874–1928) politikus, újságíró [43-1-64]
- Fáy Szeréna (1865–1934) színésznő [48/1-1-12]
- Fejér Lipót (1880–1959) matematikus [34/2-1-5]
- Fejtő Ferenc (1909–2008) történész [35-2-63]
- Fekete György (1932–2020) belsőépítész, politikus
- Feleky Miklós (1818–1902) színész, rendező [29/1-1-14]
- Fellner Henrik (1859–1932) bankár, nagyiparos [34-1-1]
- Ferenczi Zoltán (1857–1927) irodalomtörténész, könyvtáros [39-1-121]
- Ferenczy Béni (1890–1967) szobrász, grafikus [34/2-1-16]
- Ferenczy Károly (1862–1917) festőművész [34/2-1-15]
- Ferenczy Noémi (1890–1957) festő, gobelinművész [34/2-2-8]
- Ferenczy Valér (1885–1954) festő, grafikus [34/2-1-37]
- Festetics Géza, gróf (1865–1917) jogász, Budapest alpolgármestere (1915–17) [10/1-1-8]
- Flór Ferenc (1809–1871) orvos [J. 116]
- Fodor Imre (1963–1999) labdarúgó, edző [14/1-16]
- Fodor József (1843–1901) orvos, higiénikus [34/1-1-44]
- Fogarasi János (1801–1878) nyelvtudós, jogász, zeneszerző, néprajzkutató [J. 216]
- Forinyák Géza (1841–1860) joghallgató, a magyar nemzeti függetlenség mártírja.
- Forster Géza (1850–1907) mezőgazdász [Á. B. 6.]

## G
- Gaal József (1811–1866) költő, író, drámaíró [9-4-69]
- Gábor Andor (1884–1953) író, költő [34-15-17]
- Gábor Zsazsa (1917-2016) színésznő
- Ganz Ábrahám (1814–1867) vasöntőmester, gyáros [J. 191-193. (Ganz-mauzóleum)]
- Garay János (1812–1853) költő, újságíró [29/1-1-38]
- Gelley Kornél (1932–1989) színész [42/1-A-15]
- Gerbeaud Emil (1932–1989) cukrász [26-1-4]
- Gerle Lajos (1863–1910) építész [10-1-68]
- Gerlóczy Károly (1835–1900) Budapest első alpolgármestere (1873–97) [28-díszsor-35]
- Gerster Béla (1850–1923) mérnök [B. 299.]
- Gillemot Ferenc (1875–1916) sportújságíró, edző [20-1-32]
- Peter Giron (1798–1849) honvédezredes, 1848-as vértanú [31-közép]
- Goda Gábor (1911–1996) író [34/1-1-41]
- Gombaszögi Ella (1898–1951) színésznő [33-1-51/a]
- Gombaszögi Frida (1890–1961) színésznő [34-közép Miklós Andor-mauzóleum]
- Gottermayer Nándor (1852–1924) könyvkötő [Á. B. 50]
- Gömbös Gyula (1886–1936) politikus, miniszterelnök [19/1-2-20]
- Görgei Artúr (1818–1916) honvédtábornok [Á. J. 1]
- Gratzag Gyula (1898-1947) az első magyar kávépörkölő (Paks)
- Greguss Ágost (1825–1882) író, esztéta [34/1-1-23]
- Greguss Imre (1856–1910) festőművész, rajztanár [17/1-1-25]
- Gróh István (1867–1936) iparművész [48/3-1-25]
- Grosschmid Lajos (1886–1940) matematikus [41-1-36]
- Gundel Károly (1883–1956) vendéglős [Á. B. 26]

## Gy
- Gyarmati Fanni (1912–2014) nyelvtanár, Radnóti Miklós özvegye [41/2-44]
- Gyenes László (1857–1924) színész [45-1-97]
- György Aladár (1855–1906) író [29/1-2-26]
- Györgyi Giergl Alajos (1821–1863) festőművész [J. 98]
- Gyulai Pál (1826–1909) irodalomtörténész, költő [B. 558]

## H

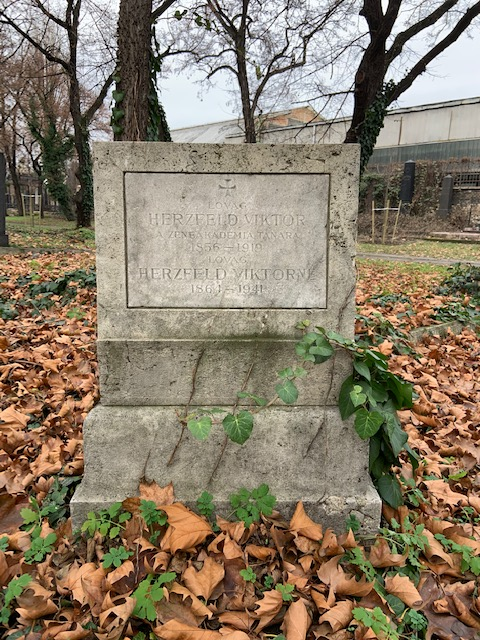
Herzfeld Viktor

- Haan Rudolf Mihály nagyszálloda-tulajdonos
- G. Hajnóczy Rózsa (1892–1944) (Germánus Gyuláné) író [34-7-10]
- Hauszmann Alajos (1847–1926) építész [10/1-1-4]
- Heim Pál (1875–1929) gyermekorvos [36/2-1-26]
- Hegedűs Lajos (1818–1860) színész, drámaíró [9-4-57]
- Hegedűs Loránt (1930–2013) református püspök
- Heltai Jenő (1871–1957) író, költő, újságíró [34/1-3. sarok]
- Henszlmann Imre (1813–1888) építész [34/2-1-47]
- Herzfeld Viktor (1856–1919) zeneszerző, hegedűművész, karmester, zenekritikus [41/1-2-?]
- Hevesi Sándor (Hoffmann Sándor) (1873–1939) rendező, színigazgató, író [41/1-1-23]
- Hidas Antal (1899–1980) író, költő [42/1-A-3]
- Hivatal Anikó (Lendvay Mártonné) (1814–1891) színésznő [34/1-2-22]
- Hock János (1859–1936) katolikus pap, újságíró, politikus [48/4-1-35]
- Holló Lajos (1859–1918) újságíró, politikus [17/1-1-60]
- Hopp Ferenc (1833–1919) műgyűjtő, világutazó 38-1-118
- Horger Antal (1872–1946) nyelvtudós, tanár [34-3-22]
- Horn Gyula (1932–2013) politikus, miniszterelnök (1994-1998) [15]
- Horti Pál (1865–1907) festő- iparművész [17/3-1-24]
- Horusitzky Henrik (1870–1944) geológus [34-7-6]
- Horusitzky Zoltán (1903–1985) zeneszerző, zongoraművész [34-7-6]
- Horváth Ernő (1883–1943) repülőgép-tervező, pilóta [49-2-57]
- Horváth Mihály (1809–1878) történész, vallás- és közoktatásügyi miniszter (1849) [B. 286.]
- Horvay János (1873–1944) szobrász [26-sziget]
- Hőgyes Endre (1847–1906) orvoskutató [Á. J. 44]
- Hubay Jenő (1858–1937) hegedűművész, zeneszerző [25/1-1-26] családi kripta
- Huber Károly (1828–1885) hegedűművész, zeneszerző, Hubay Jenő apja [25/1-1-26]
- Hugonnai Vilma (1847–1922) az első magyar orvosnő [34-11-12]
- Hunfalvy János (1820–1888) földrajztudós, tankönyvíró [9/2-1-25/26]
- Hunyady Sándor (1890–1942) író, költő, újságíró [34-2-56]
- Hutÿra Ferenc (1860-1934) A Budapesti Magyar Királyi Állatorvosi Főiskola egykori rektora, világhírű állatorvos
- Huszár Adolf (1843–1885) szobrász [34/1-2-42]
- Hübner Jenő (1863–1929) építész [43-1-17]
- Hültl Dezső (1870–1946) építész [Bmm. 2. (Batthyány-mauzóleum hátoldala)]

## I, Í
- Ignotus, eredetileg Veigelsberg Hugó (1869–1949) kritikus, költő, író [24/1-2-72]
- Ilku Pál (1912–1973) politikus, katonatiszt [Mm. alsó]
- Illés Béla (1895–1974) író, újságíró [34/2-1-42]
- Illés Lajos (1942–2007) zenész, zeneszerző [41-2-18]
- Illyefalvi I. Lajos (1881–1944) statisztikus [34-14-23]
- Ilosvay Lajos (1851–1936) kémikus [48/2-1-5]
- Ilsemann Keresztély (1850–1912) Budapest főváros főkertésze [10-1-58]
- Imrédy Béla (1891–1946) politikus, miniszterelnök [27/1-1-13]
- Indali Gyula (1851–1880) költő [38-3-75]
- Irányi Dániel (1822–1892) politikus [29-1-8]
- Irk Károly (1882–1924) kémikus [27/1-2-20]
- Istóczy Győző (1842–1915) politikus, ügyvéd [J. 548.]
- Iszer Károly (1860–1929) újságíró, sportvezető [43-16-16]
- Ivánfi Jenő (1863–1922) színész, színházi rendező [36/2-1-34]
- Iványi-Grünwald Béla (1867–1940) festő [41/1-1-73]
- Izsó Miklós (1831–1875) szobrász [34/1-3-10]

## J
- Jakab Ödön (1854–1931) költő, író, irodalomtörténész [46-1-13]
- Jakabházy Zsigmond (1867–1945) farmakológus, orvos [31/2-1-29]
- Jakubovich Emil (1883–1935) nyelvész, paleográfus [46-2-48]
- Jancsó Miklós (1921–2014) filmrendező
- Jankó János, id. (1833–1896) festő, grafikus [11-1/a-25]
- Jankó János, ifj. (1868–1902) néprajzkutató [47-15-29]
- Jánosi Béla (1857–1921) esztéta [36/2-1-46]
- Jánossy Lajos (1912–1978) fizikus [34/2-1-32]
- Janny Gyula (1842–1916) sebész [20/1-1(2)-53]
- Járitz Józsa (1893–1986) festő [11-1-26]
- Jász Géza (1863–1937) filozófus [48/2-3-6]
- Jászai Mari (1850–1926) színész [28-díszsor-18]
- Jekelfalussy Lajos (1828–1899) politikus [31/2-2-26]
- Jendrassik Ernő (1858–1921) belgyógyász, ideggyógyász [J. 268]
- Jendrassik Jenő (1824–1891) fiziológus [J. 268]
- Jerney János (1800–1855) őstörténész, nyelvész, utazó [J. 34.]
- Jeszenszky Sándor (1852–1917) jogtudós, politikus [Á. J. 31.]
- Jóború Magda (1918–1982) pedagógus, művelődéspolitikus [ Mm. b. 21.]
- Jókay Jolán (1849–1922) író [Á. J. 6.]
- Jókai Mór (1825–1904) író [Jókai körönd]
- Jókai Róza (1861–1936) festő, író [34/2-1-3]
- Jordán Károly (1871–1959) matematikus [B. 24.]
- Josipovich Géza (1857–1934) politikus [B. 568.]
- József Attila (1905–1937) költő [35-2-59]
- József Jolán (1899–1950) író [35-2-59]
- Jubál Károly (1818–1853) tanár, 1848-as vértanú [31-közép]
- Juhász Andor (1864–1940) jogász [34-1-31]
- Juhász Gyula (1930–1993) történész [27. MTA.]
- Juhász Ferenc (1928–2015) költő
- Jungfer Gyula (1841–1908) műlakatos, iparművész [Á. B. 8]
- Jurányi Lajos (1837–1897) botanikus [46-2-11]
- Justh Gyula (1850–1917) politikus [10/1-1-18]
- Jutassy Ödön (1870–1945) újságíró [34-2-84]

## K

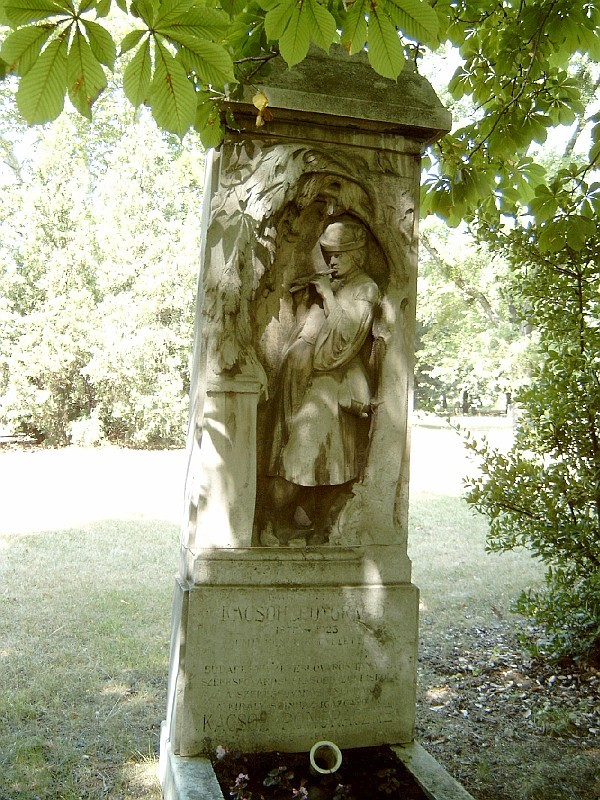
Kacsóh Pongrác

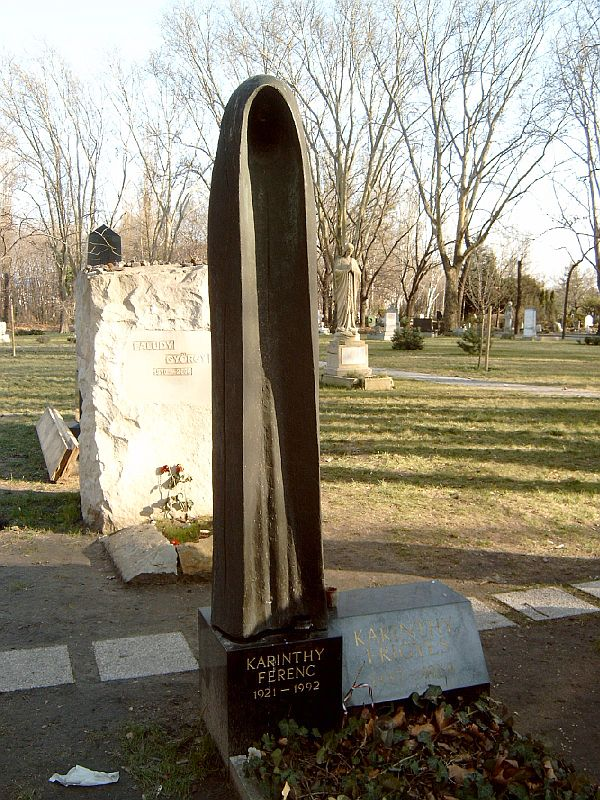
Karinthy Ferenc és Karinthy Frigyes

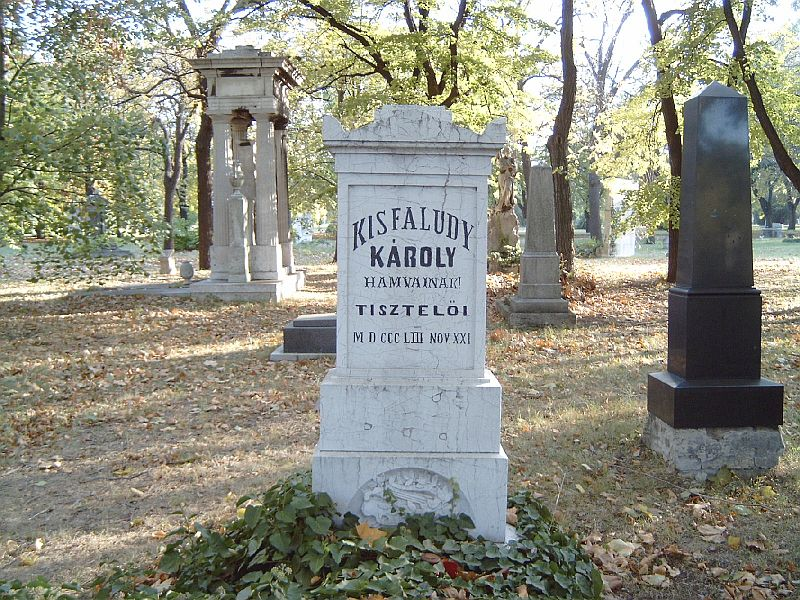
Kisfaludy Károly

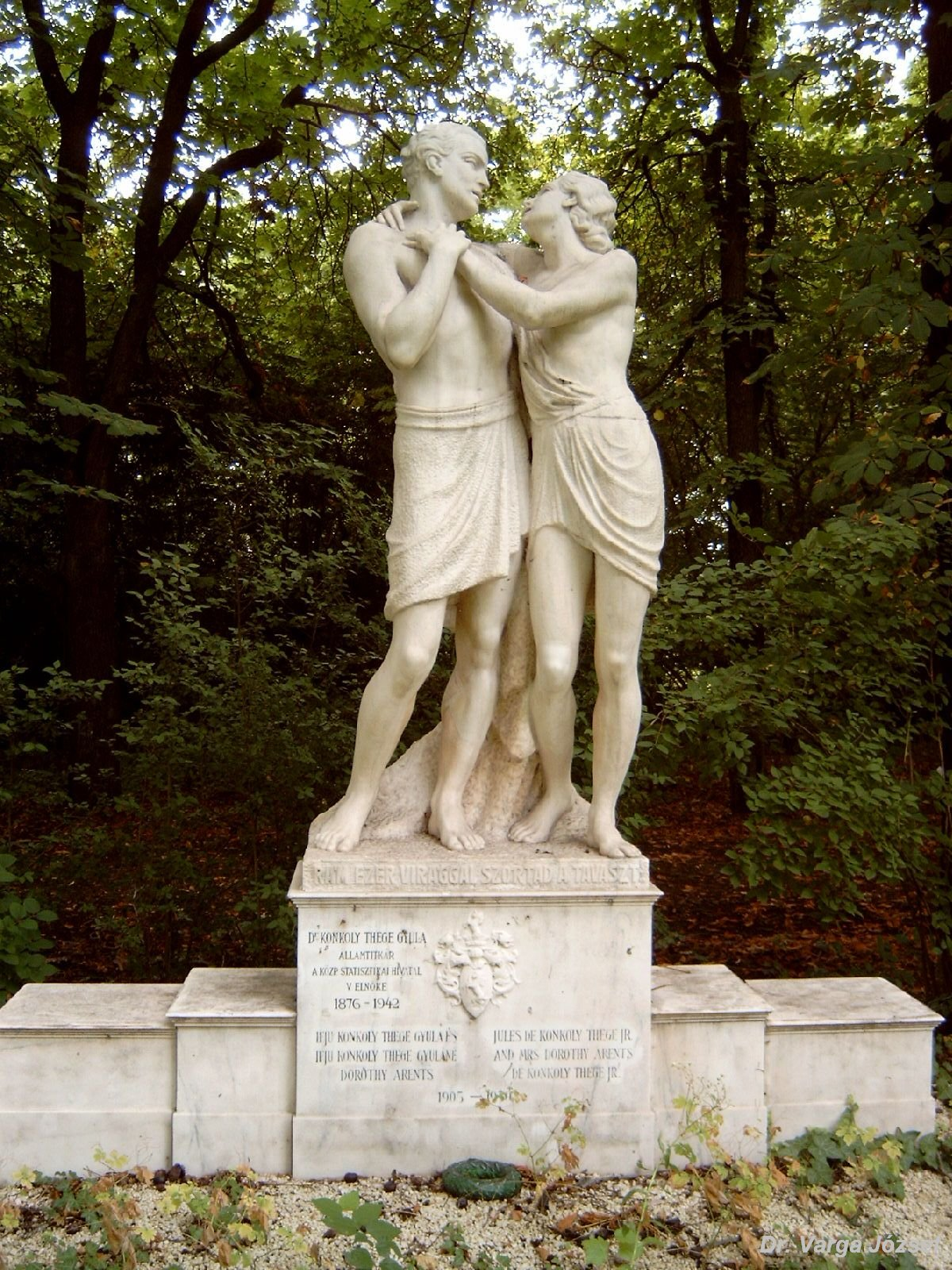
Konkoly-Thege Gyula

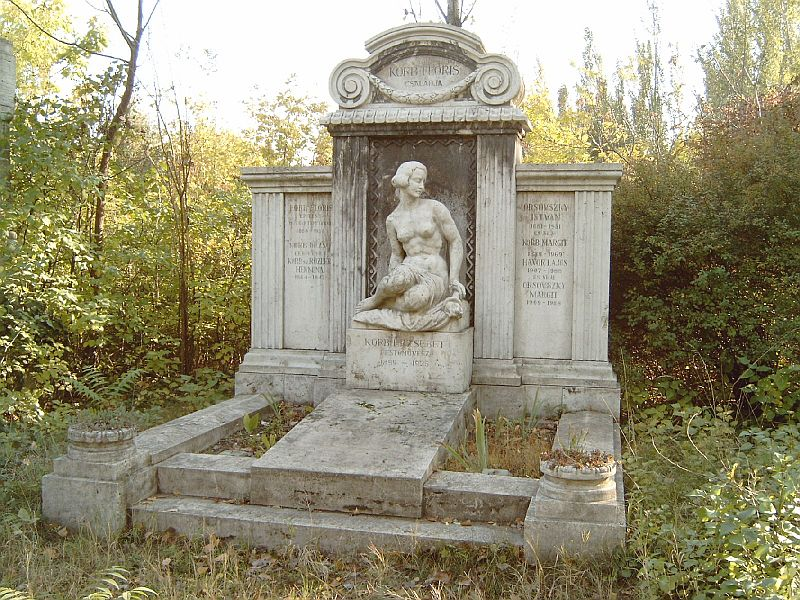
Korb Flóris

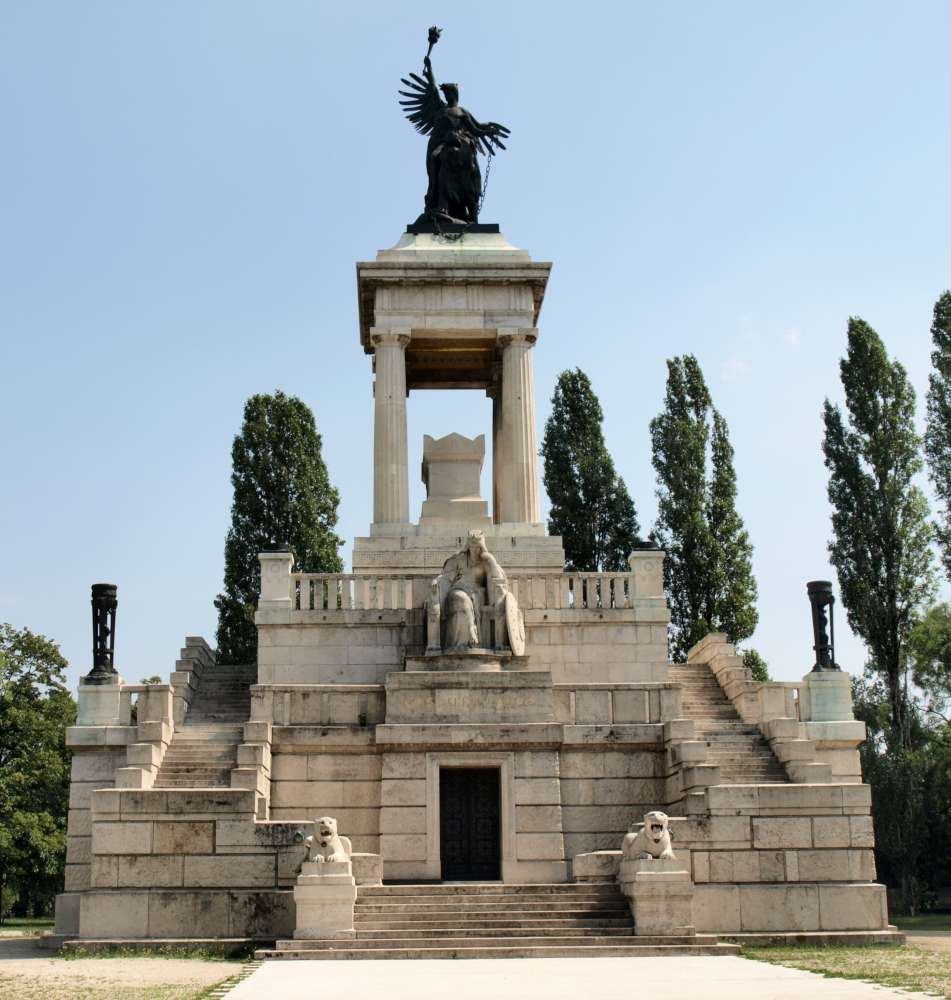
Kossuth Lajos

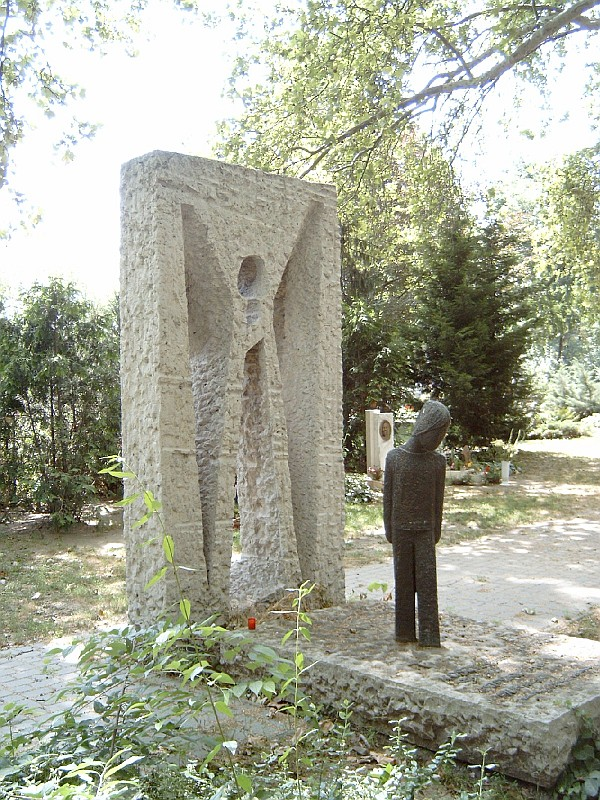
Kosztolányi Dezső

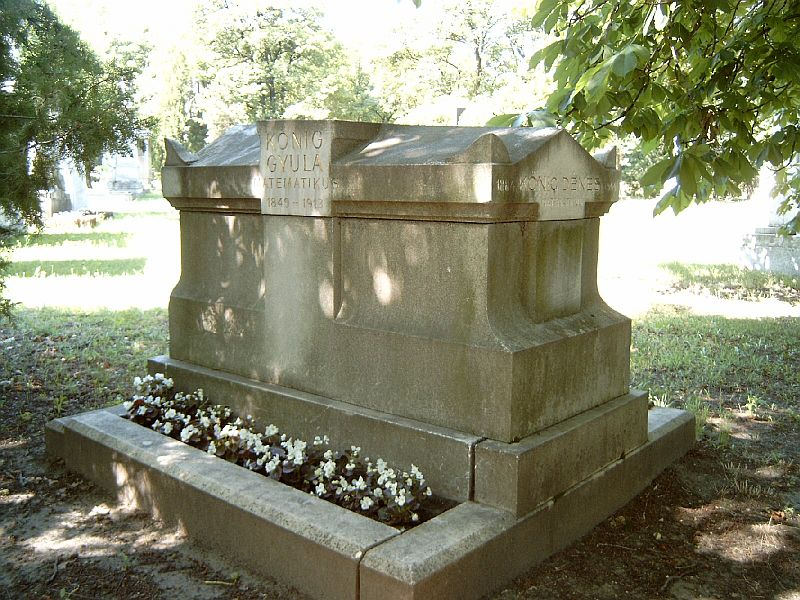
Kőnig Dénes és Kőnig Gyula

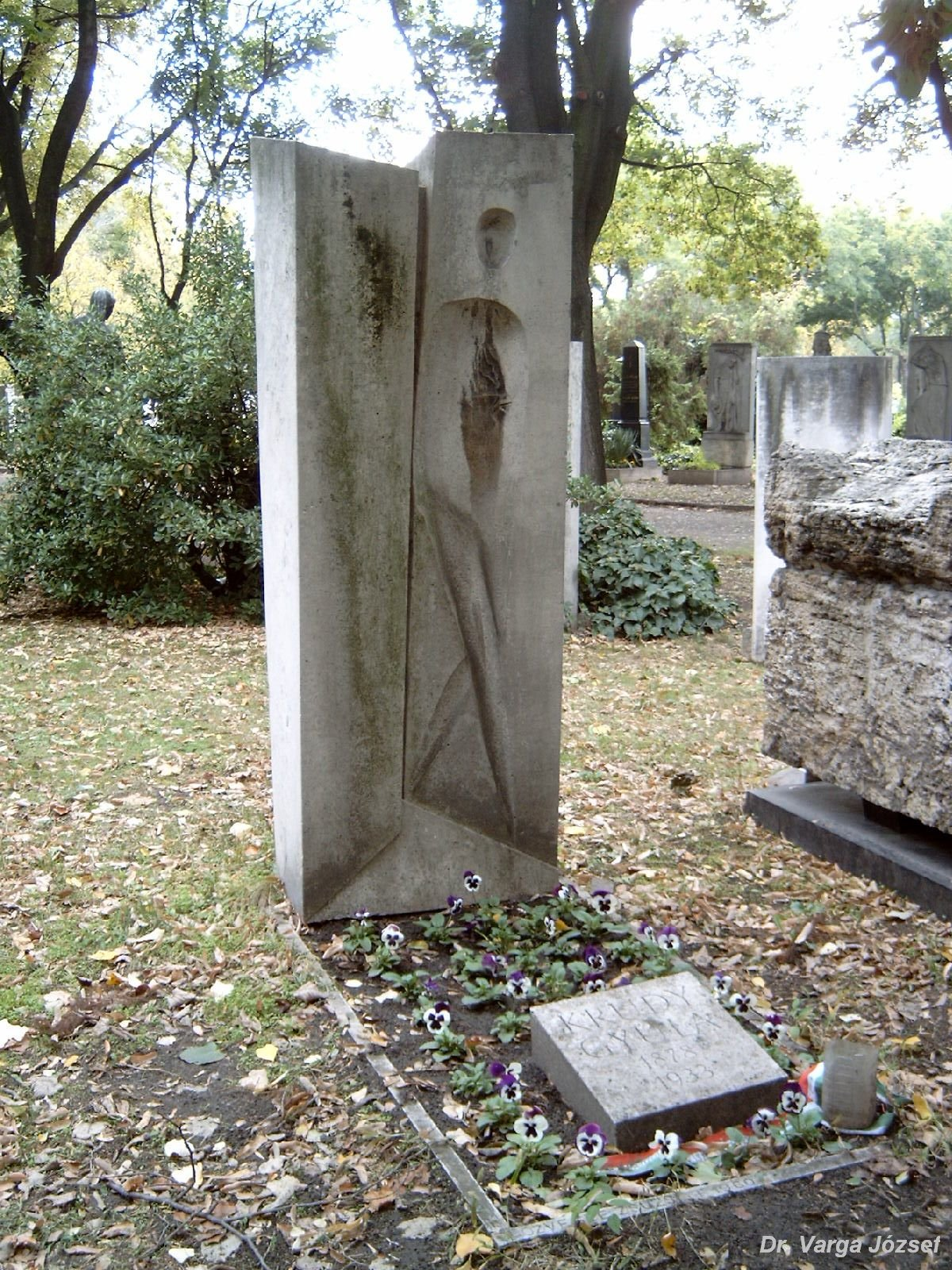
Krúdy Gyula

- Kaas Ivor (1842–1910) politikus, újságíró [28-díszsor-27]
- Kabdebó Gyula (1874–1926) építész [28-ds-27]
- Kacziány Ödön (1852–1933) festő [47-1-59]
- Kacsóh Pongrác (1873–1923) zeneszerző, zenepedagógus [10-1-61]
- Kádár János (1912–1989) politikus [12-közép]
- Kadosa Pál (1903–1983) zeneszerző, zongoraművész [42/1-U-1]
- Kahána Mózes (1897–1974) költő, író [Mm. alsó]
- Kaiser Károly (1864–1929) vegyészmérnök, bakteriológus [35-1-86]
- Kajlinger Mihály (1860–1924) gépészmérnök [20/1-1-20]
- Kállai Gyula (1910–1996) politikus [42. új]
- Kallina Mór (1844–1913) építész [34-3-6]
- Kallós Ede (1866–1950) szobrász [33/5-5-1]
- Kalmár Tibor (1893–1944) zeneszerző, karmester [33-3-1]
- Kamermayer Károly (1829–1897) várospolitikus [28-díszsor-36]
- Kandó Kálmán (1869–1931) gépészmérnök [46-1-6]
- Kandó László (1886–1950) festő [46-1-6]
- Káplány Géza (1880–1952) könyvtáros [51-9-4]
- Karácsony Sándor (1891–1952) pedagógus, filozófus [33/1-1-22]
- Karch Kristóf (1877–1955) közgazdász [11-1-40]
- Karinthy Ferenc (1921–1992) író [41-1-35]
- Karinthy Frigyes (1887–1938) író [41-1-35]
- Karinthy Gábor (1914–1974) költő [41-1-35]
- Karinthy Márton (1949–2019) rendező, író
- Karlovszky Bertalan (1858–1938) festő [34-1-47]
- Karl János (1842–1882) zoológus [34/2-2-5]
- Károly Rezső (1868–1945) növénynemesítő [39-3-23]
- Károlyi Árpád (1853–1940) történész, levéltáros [34-7-5]
- Károlyi Mihály (1875–1955) politikus, köztársasági elnök [Károlyi-mauzóleum]
- Kasselik Ferenc (1795–1884) építész [20/1-1-1]
- Kaszás Ferenc (1922–1974) katonatiszt [30/2-1-51]
- Kató Mihály (1970–1997) thai-box világbajnok [42-3/1-44]
- Katona Clementina (1856–1932) író, publicista [28-díszsor.-4]
- Katona Lajos (1862–1910) néprajzkutató, filológus, irodalomtörténész [17/1-1-33]
- Katona Mór (1845–1927) jogi doktor, jogakadémiai tanár [39-1-112]
- Kauser József (1848–1919) építész [36/2-1-37]
- Kautz Gyula (1829–1909) közgazdász [28-1-?]
- Kazaliczky Antal (1852–1917) színész [32-4-33]
- Kelen Béla (1870–1946) röntgenológus
- Kelen Jolán (1891–1979) művelődéspolitikus, író [Mm. alsó]
- Kelety Gusztáv (1834–1902) festő, műkritikus [29/1-1-50]
- Kéméndy Jenő (1860–1925) festő, díszlet- és jelmeztervező [37/1-2-16]
- Kemény Gábor (1883–1948) pedagógus [24/1-1-49]
- Kempelen Béla (1874–1952) családtörténész, heraldikus [34/1-1-5]
- Kenyeres Balázs (1865–1940) törvényszéki orvos [34-1-55]
- Kerékgyártó Árpád Alajos (1818–1902) történész [29/2-4-2]
- Kerényi Imre (1943–2018) színházi rendező, színigazgató
- Keresztessy József (1819–1895) vívó [46-3-39]
- Kerkapoly Károly (1824–1891) politikus, közgazdász [29-1-11]
- Kern Aurél (1871–1928) zenetudós, zeneszerző [J. 30]
- Kerner István (1867–1929) karmester [55-1-64]
- Kertbeny Károly (1824–1882) műfordító, bibliográfus
- Kertész Imre (1929–2016) író
- Kétly Károly (1839–1927) belgyógyász [Á. B. szegély.]
- Király György (1887–1922) irodalomtörténész [36/2-1-29]
- Király János (1858–1929) jogász [35-1-58]
- Királyi Pál József (1818–1892) politikus, újságíró [17/2-2-10]
- Kisfaludi Strobl Zsigmond (1884–1975) szobrász [34/2-1-27]
- Kisfaludy Károly (1788–1830) drámaíró, író, költő [29/2-1-1]
- Kisházi Ödön (1900–1975) politikus [Mm. J. 16.]
- Kismarty-Lechner Jenő (1878–1962) építész [11/1-1-27]
- Kiss Árpád (1918–1970) politikus [Mm. J. 12.]
- Kiss Ferenc (1791–1859) régész, numizmatikus [17/1-1/b-1]
- Kiss György (1852–1919) szobrász [27/1-1-36]
- Kiss Irén (1869–1942) színésznő [10-1-21]
- Kiss István (1927–1997) szobrász [42/1]
- Kiss János (1857–1930) filozófus [56-1-38]
- Kiss József (1748–1812) vízépítő mérnök [11/1-1-8]
- Kiss Károly (1903–1983) politikus [Mm. J. 16.]
- Kiss Péter (1959–2014) politikus, miniszter
- Kiss Veron (1855–1936) színésznő [9/2-1-39/40]
- Klapka György (1820–1892) katonatiszt [29-1-4]
- Klein Gyula (1844–1915) botanikus, mikológus [19/1-2-4]
- Klösz György (1844–1913) fényképész [18-1-37]
- Klug Nándor (1845–1909) orvos, fiziológus, biofizikus [36/2-2-11]
- Klupathy Jenő (1861–1931) fizikus [35-2-46]
- Kmetty János (1889–1975) festő, grafikus [34/2-1-28]
- Knopp Imre (1867–1945) festő [34-15-5]
- Kóczé Antal (1872–1926) cigányprímás [11-10-5]
- Kóka Ferenc (1934–1997) festő [42-új]
- Kolbenheyer Gyula (1851–1918) építész, festő [34-1-89]
- Kollányi László (1934–2006) növénynemesítő [Belvárosi sírkert-58]
- Kollár József (1870–1943) építész [35-13-6]
- Kolosy György (1824–1850) százados, 1848-as vértanú [31-közép]
- Kolossváry Dezső (1854–1919) katonatiszt [B. 303.]
- Kolta Ervin (1897–1976) belgyógyász, ideggyógyász [27/1-1-7]
- Koltai Virgil Antal (1857–1907) pedagógus, műfordító [34-2-105]
- Koltói Anna (1891–1944) politikus [20-sziget]
- Komját Aladár (1891–1937) költő, újságíró [Munkásmozgalmi Panteon]
- Komját Irén (1895–1982) újságíró [Munkásmozgalmi Panteon]
- Komjáthy Jenő (1858–1895) költő [34/1-3-23]
- Kövérné Komlóssy Ida (1822–1893) színésznő [34/1-2-23]
- Komócsy József (1836–1894) költő, újságíró [34/1-1-25]
- Komócsin Zoltán (1923–1974) politikus [Mm. B. 15.]
- Komor Imre (1902–1966) újságíró [30/2-1-18]
- Konek Sándor (1819–1882) statisztikus [B. 317.]
- Konkoly-Thege Gyula (1876–1942) statisztikus [37/2-sziget]
- Kónya Albert (1917–1988) fizikus, oktatáspolitikus [27. MTA.]
- Kónyi Gyula (1923–1976) politikus [Min.sor 10.]
- Koós Aurél (1874–1967) orvos, a m. gyermeksebészet megalapítója [34/2-2-2]
- Kopré József (1919–2000) költő
- Korach Mór (1888–1975) vegyészmérnök [34/2-1-29]
- Id. Korányi Frigyes (1828–1913) belgyógyász [Á. J. 45]
- Ifj. Korányi Frigyes (1869–1935) gazdaságpolitikus [Á. J. 45.]
- Korányi Sándor (1866–1944) belgyógyász [Á. J. 45]
- Korb Erzsébet (1899–1925) festőművész [51-1-2]
- Korb Flóris Nándor (1860–1930) építész [51-1-2]
- Korizmics László (1816–1886) mezőgazdász, agrárpolitikus [37/1-1-8]
- Korkes Zsuzsanna Katalin (1954–2009) muzeológus, néprajzkutató, kultúrantropológus [36]
- Koroda Miklós (1909–1978) író, újságíró [47/1-1-22]
- Koroda Pál (1858–1933) költő, író [47/1-1-22]
- Kóródy Béla (1901–1944) újságíró [11-4-21]
- Koroknyai Ottó (1856–1898) festő [34/1-2-14]
- Korvin Ottó (1894–1919) munkásmozgalmi harcos [Munkásmozgalmi Panteon]
- Kossa István (1904–1965) politikus [Mm. B. 10.]
- Kossuth Ferenc (1841–1914) politikus [Kossuth-mauzóleum]
- Kossuth Lajos (1802–1894) politikus, Magyarország kormányzója [Kossuth-mauzóleum]
- Koszta József (1861–1949) festő [33-1]
- Kosztolányi Ádám (1915–1980) író [42-1-98]
- Kosztolányi Dezső (1885–1936) költő, író, műfordító [42-1-98]
- Kovách Aladár (1866–1922) sebész [36/2-1-39]
- Kovács Apollónia (1926–2012) énekesnő, színésznő [41-1-14][2]
- Kovács Gyula (1849–1935) jogász
- Kovács István (1913–1996) fizikus [27. MTA.]
- Kovács József (1832–1897) sebész [29-1-13]
- Kovács Sebestény Aladár (1858–1921) vízépítő mérnök [B. 279.]
- Kovács Sebestény Endre (1814–1878) sebész [B. 279.]
- Kovácsy Sándor (1892–1968) könyvtáros [25-1-52]
- Kozma Andor (1861–1933) költő, műfordító [47-1-89]
- Kozma Lajos (1884–1948) építész, iparművész, grafikus [34/2-2-1]
- Kozma Sándor (1825–1897) jogász [29/2-1-34]
- Köllő Miklós (1861–1900) szobrász [28-21-55]
- Kőnig Dénes (1884–1944) matematikus [10/1-1-12]
- Kőnig Gyula (1849–1913) matematikus [10/1-1-12]
- Köpesdy Sándor (1840–1925) pedagógus [37/1-2-19]
- Környey Béla (1875–1925) operaénekes [45-1-115]
- Kőrösi Albin (1860–1936) műfordító [J. 511/a-b]
- Köteles Jenő (1914–1966) katonatiszt [Min.sor 5.]
- Kövér Lajos (1825–1863) író [29/1-1-9]
- Kövesligethy Radó (1862–1934) fizikus, csillagász [48/1-1-72]
- Kövess Hermann (1854–1924) katonatiszt [26/1-1-29]
- Kövessy Albert (1860–1924) színházi rendező [45-1-104]
- Krecsányi Ignác (1844–1923) színész [9/2-1-39/40]
- Krecsányi Sarolta (1849–1908) színésznő, énekesnő (alt) [9/2-1-39/40]
- Krecsányi Veron (1879–1966) színésznő [9/2-1-39/40]
- Kresz Géza (1846–1901) orvos [J. 212]
- Krúdy Gyula (1878–1933) író [34/2-1-17]
- Kruspér István (1818–1905) meteorológus, geodéta [29/3-1-76]
- Kugler Henrik (1830–1904) cukrász [B. 345.]
- Kuzsinszky Bálint (1864–1938) régész (Aquincum feltárója) [41-1-34]
- Kürti József (1881–1939) színész [41-1-77]

## L
- Lábass Juci (1896–1932) színésznő [35-1-49]
- Laborfalvi Róza (1817–1886) színésznő [34/2-1-3]
- Lajta Béla (1873–1920) építész
- Lánczy Ilka (1861–1908) színésznő [17/1-3-6]
- Lánczy Leó (1852–1921) bankelnök [19/1-1-2]
- Laurisin Miklós (1899–1949) zongoraművész, zeneszerző [24/1-1-75]
- Lechner Ödön (1845–1914) építész [28-díszsor-19]
- Lendvay Márton, id. (1807–1858) színész [34/1-2-19]
- Lendvay Márton, ifj. (1830–1875) színész [34/1-2-19]
- Lengyel Árpád (1886-1940)  RMS Carpathia hajóorvosa a Titanic túlélőinek megmentője [41 N/A-13-4]
- Lenhossék József (1818–1888) anatómus, Lenhossék Mihály apja, Szent-Györgyi Albert nagyapja [34-3-16]
- Lenhossék Mihály (1863–1937) anatómus [34-4-14]
- Lers Vilmos (1869–1923) jogi író, miniszteri titkár, külügyminisztériumi államtitkár [9/2-1-21/22]
- Lesznai Anna (1885–1966) költő, grafikus, iparművész [20/1-1-78]
- Liebermann Leó (1852–1926) orvos, vegyész [39-1-36]
- Ligeti Antal (1823–1890) festőművész [34/2-1-41]
- Ligeti Juliska (1877–1945) színésznő [26/1-4-9]
- Ligeti Miklós (1871–1944) szobrász [18/1-1-sarok]
- Lipthay Béla (1827–1899) műgyűjtő, huszár főhadnagy az 1848–49-es szabadságharcban, Pest vármegye főispánja [28-díszsor-46]
- Lotz Károly (1845–1914) építész [28-díszsor-40]
- Lovik Károly (1874–1915) író, újságíró [19/1-1-36]
- Lukács György (1885–1971) filozófus, esztéta [Mm. J. 13]
- Lukács László (1850–1932) politikus, miniszterelnök (1912-13) [46-1-99]
- Lukáts Miklós (1946–2022) építészmérnök, politikus, evangélikus lelkész [42-2/A/1/5]
- Lux Elek (1884–1941) szobrász [50/1-1-15]
- Lükő Gábor (1909–2001) néprajztudós [33/1]

## M

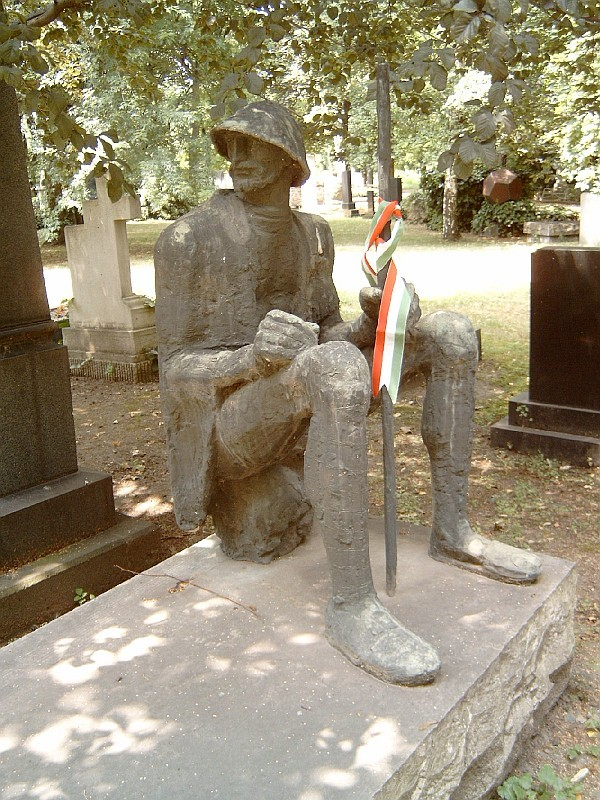
Mednyánszky László

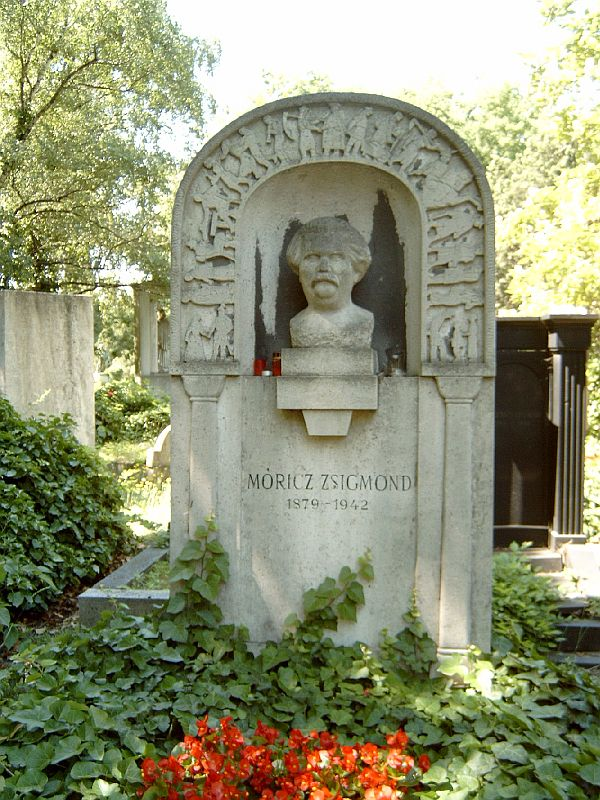
Móricz Zsigmond

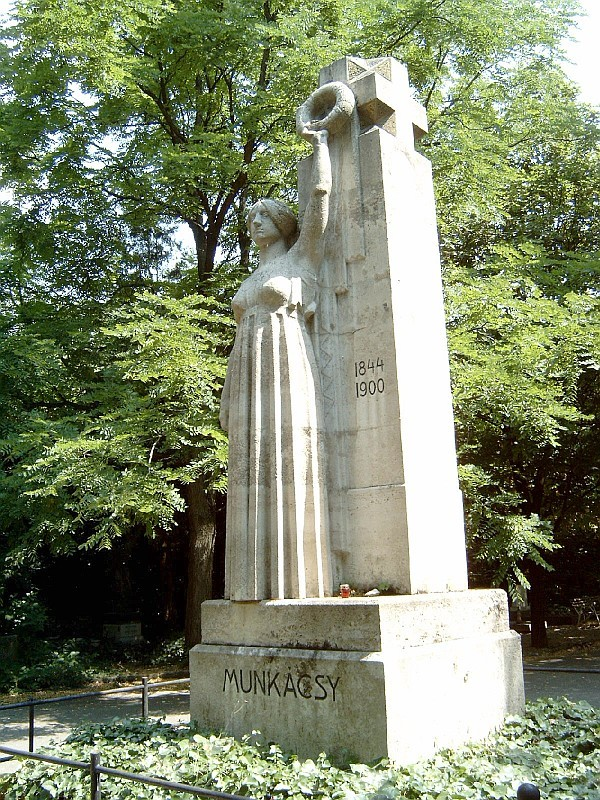
Munkácsy Mihály

- Madarász Adeline (1871–1962) festőművész [19-1-34][3]
- Madarász Viktor (1830–1917) festőművész [19-1-34]
- Maderspach Károlyné Buchwald Franciska (1804–1880) az 1848-49-es szabadságharc áldozata [31-0-39]
- Mádl Ferenc (1931–2011) jogtudós, az MTA r. tagja, 2000 és 2005 között a Magyar Köztársaság elnöke [28-1-40]
- Magyari Béla (1949–2018) tartalékos űrhajós (emléktábla, hamvai Kiskunfélegyházán lettek szétszórva)
- Mahunka Imre (1859–1923) bútorgyáros és nemzetgyűlési képviselő [26-1-1]
- Major Tamás (1910–1986) színész, rendező, színigazgató [42/1-A-12]
- Makkai László (1914–1989) történész [33/4-2-13]
- Makkai Sándor (1890–1951) erdélyi református püspök, író [33/4-2-13]
- Malonyai Dezső (1866–1916) író, művészettörténész [20-1-19]
- Mambriny Gyula (1874–1928) hegedűművész [51-1-99]
- Mándy Iván (1918–1995) író [34/1-1-39]
- Margó Célia (1865–1942) énekesnő [50/1-1-21]
- Marik Miklós (1936–1998) csillagász [42]
- Markovits Iván (1838–1893) a magyar gyorsírás megteremtője, lapszerkesztő [9/2-1-23/24]
- Maróczy Géza (1870–1951) nemzetközi sakknagymester [33/3-13/4]
- Maróti Géza (1875–1941) építész, szobrász, festő [32-1-3]
- Martinovics Ignác (1755–1795) apát, a m. jakubinus mozgalom vezetője [11/1-sziget]
- Mary Zsuzsi (1947–2011) énekesnő [58-bal-10. szakasz-US-45] (jelképes sír)
- Máthé Erzsi (1927-2023) színművész, a nemzet színésze
- Mátrai Lajos György (1850–1906) szobrász [29/3-3-47]
- Mátray Gábor (1797–1875) zeneszerző [34/1-1-27]
- Mechwart András (1834–1907) gépészmérnök [J. 560]
- Medgyaszay Vilma (1885–1972) színésznő [34/1-1-35]
- Medgyessy Ferenc (1881–1958) szobrászművész [34/2-1-9]
- Mednyánszky László (1852–1919) festőművész [34/2-1-43]
- Meinig Artúr (1853–1904) építész [49/4-1-19]
- Mesterházi Lajos (1916–1979) író [34/2-1-34]
- Mészöly Géza (1844–1887) festőművész [34/1-1-15]
- Mező Ferenc (1885–1961) sportíró, tanár, epikai művével olimpiai bajnok lett (1928) [34/1-1-34]
- Miklós Andor (1880–1933) újságíró, az Est c. lap megalapítója és tulajdonosa [34-közép (Miklós Andor-mauzóleum)]
- Dálnoki Miklós Béla (1890–1948) vezérezredes, politikus, miniszterelnök (1944–1945) [24/1-1-72]
- Mikszáth Kálmán (1847–1910) író, újságíró, szerkesztő, országgyűlési képviselő, az MTA tagja [10/1-közép]
- Mikus Sándor (1903–1982) szobrász [42/1-A-1]
- Molnár Erik (1894–1966) történész, politikus [Mm. B. 11.]
- Molnár László (1885–1956) színész [17/3-2-2]
- Molnár László (1857–1925) színész [45-1-105]
- Montágh Imre (1935–1986) logopédus, nyelvész [34-2-6]
- Móricz Zsigmond (1879–1942) író, újságíró, szerkesztő [34-1-28]
- Morvay László (1947–2004) grafikus, zománcművész [42/1-A-41]
- Mosonyi Mihály (1815–1870) zeneszerző [29/2-3-1]
- Munkácsy Flóra (1836–1906) színésznő [29/1-1-14]
- Munkácsy Mihály (1844–1900) festő [33/34-sziget]

## N
- Náday Ferenc (1840–1909) színész, rendező [28-díszsor-43]
- Nagy Balogh János (1874–1919) festőművész [34/2-1-11]
- Nagy Imre (1849–1893) Nemzeti Színház első drámai művésze [34/1-2-21]
- B. Nagy János (1940–2007) operaénekes [42/1-D-1/2]
- Nagy Lajos (1883–1954) író [34/2-1-2]
- Nagy Miklós (1840–1907) újságíró, lapszerkesztő, a Vasárnapi Ujság szerkesztője [35-1-77]
- Nemes Marcell (1866–1930) műgyűjtő, mecénás [56-1-56]
- Noszlopy Gáspár (1820–1853) honvédőrnagy, 1848-as vértanú [31-közép]

## O
- Obersovszky Gyula (1927–2001) költő, író [57-D-1]
- Obersovszky Péter (1960–2015) újságíró, szerkesztő, műsorvezető [57-D-1]
- Ódry Árpád (1876–1937) színész [42-1-64]
- Olcsai-Kiss Zoltán (1895–1981) szobrász [42/1-A-5]
- Olgyay Ferenc (1872–1939) festőművész [41-1-28]
- Orlai Petrich Soma (1822–1880) festőművész [34/1-1-16]
- Ortutay Gyula (1910–1978) néprajzkutató, politikus [34/2-1-33]

## P

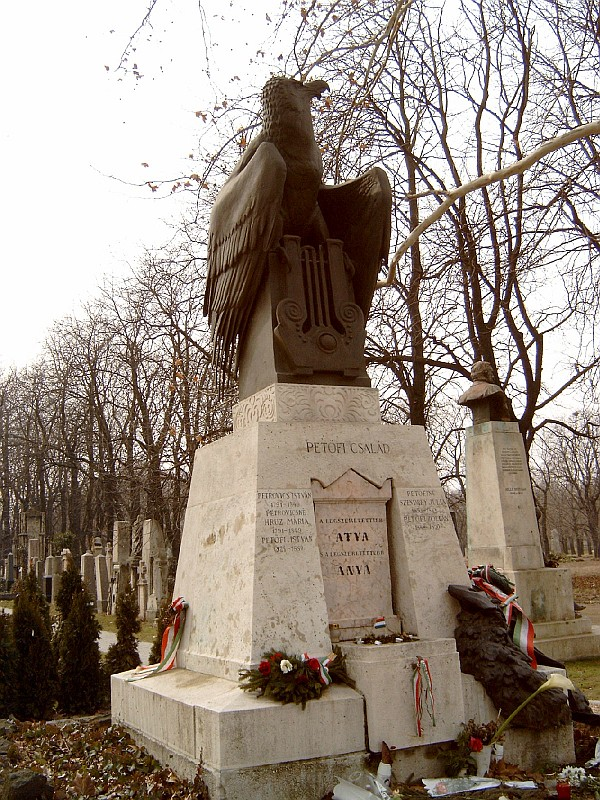
Petőfi István, Petőfi Zoltán és Szendrey Júlia

- Pádua Ildikó (1921–2004) színművész
- Pákh Albert (1823–1867) ügyvéd, újságíró [J. 239]
- Palágyi Lajos (1876–1932) színész [34-2-55]
- Pállik Béla (1845–1908) festő [34-2-55]
- Pálmay Ilka (1859–1945) színésznő, operettprimadonna [44/1-1-75]
- Pásztor Erzsébet, Gurics Györgyné (1939–2022) világbajnok kézilabdázó [42-3/1-47]
- Pásztor János (1881–1945) szobrász [33-1-1]
- Pataky Kálmán (1896–1964) operaénekes [34/1-1-3]
- Paulay Ede (1836–1894) színész, rendező [34/1-1-2]
- Pauler Tivadar (1816–1886) jogász, egyetemi tanár, miniszter) [34/1-1-48]
- Péchy Blanka (1894–1988) színésznő, író [42/1-A-14]
- Pecz Samu (1854–1922) építész [B. 567]
- Pege Aladár (1939–2006) zeneszerző, nagybőgős [34/1-1-43/a]
- Péli Tamás (1948–1994) festőművész [42/1-A-21]
- Pentelei Molnár János (1878–1924) festőművész [45-1-101]
- Péterfy Jenő (1850–1899) író, kritikus [28-1/a-15]
- Péterfy Sándor (1841–1913) pedagógus, tanügyi író [9-1-14]
- Petheő Attila (1891–1942) színész [49-1-47]
- Pethes Imre (1864–1924) színész [45-1-100]
- Pethő Sándor (1885–1940) publicista, történész, szerkesztő [34-1-59]
- Petőfi István (1825–1880) költő, mezőgazdász [17/1-1-1]
- Petőfi Zoltán (1848–1870) színész, költő [17/1-1-1]
- Petrik Lajos (1851–1932) vegyész, tanár [46-1-46]
- Pór Bertalan (1880–1964) festőművész [30/2-1-6]
- Pósa Lajos (1850–1914) költő, író [9-1-100]
- Preiner Kálmán (1921–1999) labdarúgó, edző [14/1-21]
- Pulszky Ferenc (1814–1897) politikus, régész, művészettörténész, az MTA tagja [J. 30]
- Puskás Ferenc (1848–1884) a budapesti telefonközpont létrehozója [B. 339.]
- Puskás Tivadar (1844–1893) mérnök, feltaláló [34/1-2-2]

## R

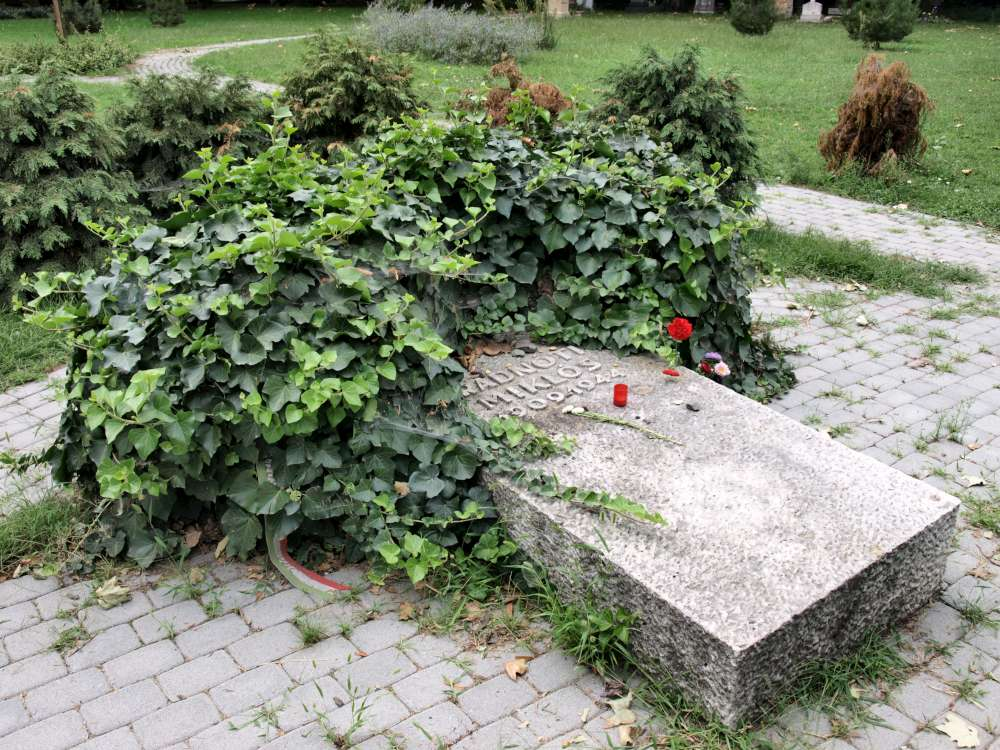
Radnóti Miklós

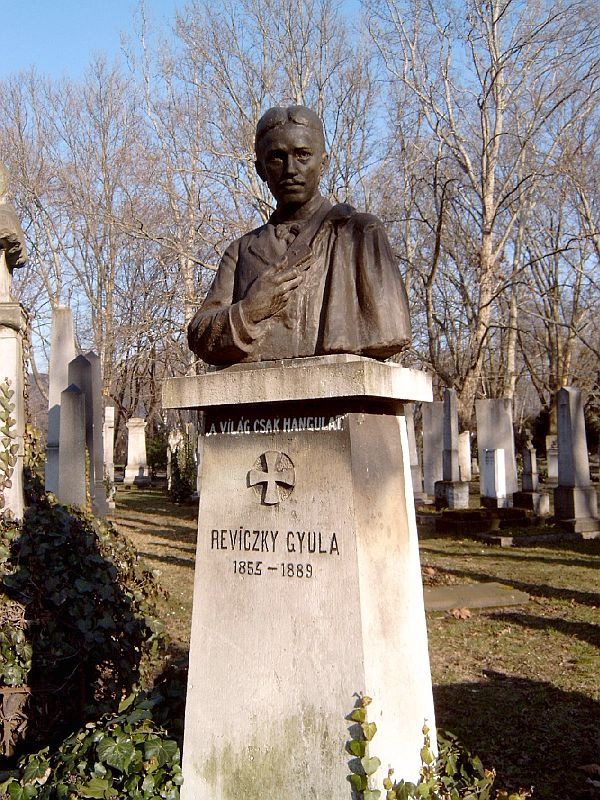
Reviczky Gyula

- Rácz Sándor (1933–2013) forradalmár, politikus
- Radics Béla (1867–1930) cigányprímás, zeneszerző [11-2-17]
- Radnóti Miklós (1909–1944) költő [41/2-44]
- Rajk László (1909–1949) politikus, miniszter [11-10-4/a]
- Rákosi Jenő (1842–1929) író, politikus [10-1-66]
- Rákosi Szidi (1852–1935) színésznő [48/2-1-35]
- Ranschburg Jenő (1935–2011) pszichológus
- Ráth György (1828–1905) író [10/1-1-1]
- Ráth-Végh István (1870–1959) író, jogász [29/1-1-29]
- Rátkai Márton (1881–1951) színész [33-1-56]
- Récsi Emil (1822–1864) jogtudós, műfordító
- Reguly Antal (1819–1858) nyelvtudós, utazó, etnográfus [29/1-1-2]
- Reich Kálmán (1879–1926) építész, festő [39-1-44]
- Reitter Ferenc (1813–1874) mérnök, városépítész [17/1-1/b-14]
- Rerrich Béla, id. (1881–1932) műépítész [46-1-97]
- Rerrich Béla, ifj. (1917–2005) olimpiai ezüstérmes vívó [46-1-97]
- Révay Mór János (1867–1930) könyvkiadó, író [26/1-1-26]
- Reviczky Gyula (1855–1889) költő [34/1-1-13]
- Reviczky Szevér (1840-1864) újságíró, író [9-4-55]
- Rékai András (1901-1968) operarendező [új 15-16-6]
- Rékai Miklós (1906-1959) hárfaművész
- Rékai Nándor (1870-1943) karmester [33/3-4-11]
- Réti István (1872–1945) festőművész [34-2-29]
- Rideg Gábor (1940–2001) művészettörténész, kritikus [42/1-A-8]
- Rochlitz Gyula (1827–1886) építész [48/1-2-15]
- Rotschild Klára (1903–1976) divattervező [34-12-16]
- Rózsa Ferenc (1906–1942) politikus, újságíró [Mm. panteon]
- Rősler Endre (1904–1963) operaénekes [47-9-21]
- Rubik Ernő, id. (gépészmérnök) (1910–1997) repülőgép-tervező, pilóta [47/1-126]
- Rudnyánszky Gyula (1858–1913) költő, hírlapíró [9-1-21]

## S

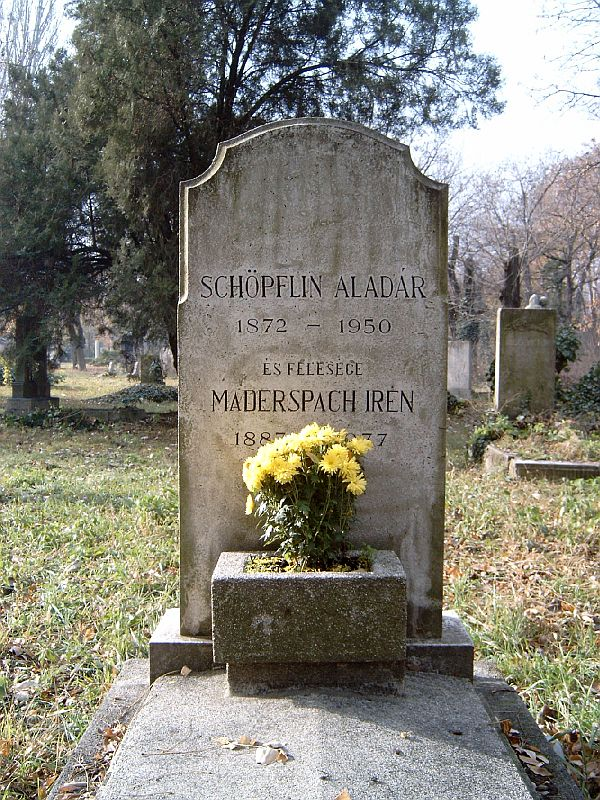
Schöpflin Aladár

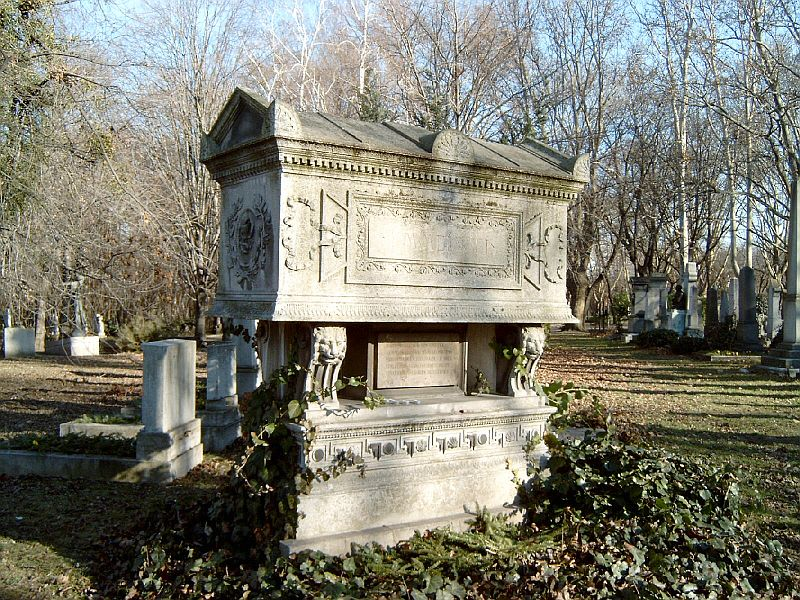
Semmelweis Ignác

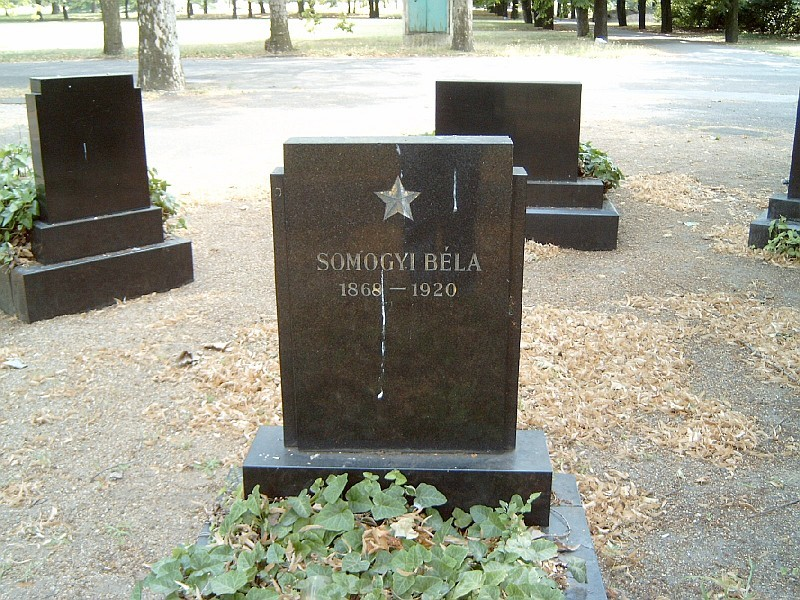
Somogyi Béla

- Sajó Sándor (1868–1933) költő [46-2-20]
- Salamon Ferenc (1825–1892) irodalomkritikus, történész [29-1-12]
- Santelli Italo (1866–1945) vívómester [11–1/a–4]
- Sarkadi Imre (1921–1961) író [34/2-1-45]
- Sárközy Soma (1821–1853) ügyvéd, 1848-as vértanú [31-közép]
- Sárosi Gyula (1816–1861) költő [29/1-1-6]
- Sas Ede (1869–1928) író, színpadi szerző [43-1-61]
- Schickedanz Albert (1846–1915) építész, festőművész [20-1-18]
- Schöpflin Aladár (1872–1950) kritikus, író [33-2-42]
- Schmuck Andor Ákos (1970–2025)
- Schwaabe József (1817–1876) császári és királyi kapitány [B. 97]
- Semmelweis Ignác (1818–1865) orvos [34/2-1-1]
- Sértő Kálmán (1910–1941) költő [50/1-3-23]
- Sík Sándor (1889–1963) költő [J. 511]
- Simon Andor (1901–1986) költő [34-9-35]
- Simonyi József (1777–1837) huszár ezredes, óbester "a legvitézebb huszár" [18/1-1-6]
- Sipőcz Jenő (1878–1937) Budapest főpolgármestere (1934–37) [34-1-25]
- Slachta Margit (1884–1974) szerzetes, feminista politikus
- Solymosi Elek (1847–1914) népszínmű- és operetténekes [9-2-55]
- Solymossy Sándor (1864–1945) néprajzkutató [24/1-2-43]
- Sólyom László (1942–2023) jogtudós, az MTA r. tagja, az Alkotmánybíróság elnöke, köztársasági elnök
- Somlay Artúr (1883–1951) színész [33-1-50/a]
- Somló Emma (1877–1927) színésznő [51-1-62]
- Somogyi Béla (1868–1920) újságíró [20-sziget]
- Spányi Béla (1852–1914) festőművész 9-1-60
- Springer Ferenc (1863–1920) ügyvéd, politikus, sportvezető [41-1-30]
- Steindl Imre (1832–1902) építész [B. 221]
- Steinmetz Miklós (1913–1944) katona, mártír [Szovjet katonai parcella]
- Stephanides Károly (1871–1964) zeneszerző, karmester [11/1-1-30]
- Stephanides Károly, ifj. (1904–1976) karmester [11/1-1-30]
- Streith Miklós (1800–1849) plébános, 1848-as vértanú [31-közép]
- Strobl Alajos (1856–1926) szobrász [26/1-1-35]
- Stromfeld Aurél (1878–1927) vezérkari tiszt [Mm. B. 9.]
- Stühmer Frigyes (1843–1890) ipari úttörő, cukorka- és csokoládégyáros [19-1-2]
- Sváby Lajos (1935–2020) festőművész [41/1-50]

## Sz
- Szabad György (1924–2015) történész, egyetemi tanár, politikus [28]
- Szabados Béla (1867–1936) zeneszerző [34/1-1-8]
- Szabados Károly (1860–1892) zeneszerző, karmester [34/1-1-8]
- Szabó Ervin (1877–1918) szociológus, könyvtárigazgató [Munkásmozgalmi-panteon]
- Szabó Dezső (1879–1945) író, kritikus [24-1-16]
- Szabó Lőrinc (1900–1957) költő [34-5-43/44]
- Szabolcska Mihály (1861–1930) népies költő [47/1-1-2]
- Szacsvay Imre (1818–1849) ügyvéd, politikus, 1848-as vértanú [31-közép]
- Szacsvay Imre (1854–1939) színész [41/1-1-4]
- Szakcsi Lakatos Béla (1943–2022) zeneszerző, zongoraművész, a nemzet művésze
- Szántó Judit (József Attila élettársa) (1903–1963) szavalóművész [Mm. B. 1.]
- Szarvas Gábor (1832–1895) nyelvész [26-1-74]
- Szász Károly (1829–1905) költő, író [28-díszsor-13]
- Szathmáry Árpád (1847–1901) színész [28-8-1]
- Szathmáry Károly (1831–1891) író [34/1-1-11]
- Szecsődi Irén (1917–2001) énekesnő [42/1-A-33]
- Szekrényessy Kálmán (1846–1923) a magyar úszósport megteremtője, dzsidáskapitány, író, repülőgép-konstruktőr (41-1-83)
- Szeles Erika (1941-1956) az 1956-os forradalom mártírja
- Szemlér Mihály (1833–1904) festő, grafikus [34/1-3-28]
- Szendrey Júlia (1828–1868) költő, író (Petőfi Sándor felesége) [17/1-1-1]
- Szendy Árpád (1863–1922) zongoraművész, zeneszerző [52-1-22]
- Szentandrássy István (1957–2020) festőművész
- Szentirmay Elemér (1836–1908) zeneszerző [17/1-4-9]
- Szentpétery Zsigmond (1798-1858) színész, színrendező, színigazgató [9-4-56]
- Szentpétery Zsuzsanna (1816–1888) színésznő [29/1-2-9]
- Szerb Antal (1901–1945) író [24/1-77]
- Szerdahelyi József (1804–1851) színész, operaénekes (bariton) [9-1-66]
- Szerdahelyi Kálmán (1829–1872) színész [9-1-67]
- Szervátiusz Tibor (1930–2018) szobrászművész
- Szigeti Jolán (1855–1907) színésznő [34/1-3-20]
- Szigligeti Ede (1814–1878) drámaíró [34/1-1-30]
- Sziklay Szeréna (1881–1923) költő [28-díszsor-37]
- Szilágyi Béla (?1836–1899) színész, színigazgató [34/1-2-30]
- Szilágyi Dezső (1840–1901) politikus, igazságügy-miniszter, egyetemi tanár, az MTA l. tagja [29-1-1]
- Bulyovszkyné Szilágyi Lilla (1833–1909) színésznő [B. 302]
- Szilárd Leó (1898–1964) fizikus [27. MTA]
- Szombathy Bálint (1950–2024) költő, képzőművész[4]

## T
- Tagányi Károly (1858–1924) levéltáros, történész [34-5-38]
- Takáts Mihály (1861–1913) operaénekes (bariton) [9-1-13]
- Táncsics Mihály (1799–1884) politikus, forradalmár [34/1-1-46]
- Tandori Ágnes (1942–2020) író, műfordító [41/1-51]
- Tandori Dezső (1938–2019) író, költő, műfordító [41/1-51]
- Tanner Ilona (Török Sophie; 1895–1955) író, költő [34-1-30]
- Telepy Károly (1828–1906) festő [29/3-3-45]
- Thallóczy Lajos (1856–1916) történész [10/1-1-14]
- Than Károly (1834–1908) kémikus [Á. B. 9]
- Thomán István (1862–1940) zongoraművész [42/1]
- Tihanyi Miklós (1880–1913) színész [19-2-7]
- Toldy Ferenc (1805–1875) irodalomtörténész [42/1]
- Toperczer Ilka (1847–1876) énekesnő [28-1-101]
- Tóth Béla (1941-2022) Munkácsy Mihály-díjas szobrászművész
- Tóth Ede (1844–1876) színműíró [34/1-1-28]
- Tóth József (1823–1870) színész [29/1-2-4]
- Tóth László (1869–1895) festő [39-1-126]
- Tóth Lőrinc (1814–1903) ügyvéd, kúriai elnök, drámaíró, szakíró, az MTA tagja [28-díszsor-39]
- Tóth Tihamér (1889–1939) egyházi író, veszprémi püspök [34-1-29]
- Törzs Jenő (1887–1946) színész, író, rendező [34-2-121]
- Tőkéczki László (1951–2018) történész
- Trefort Ágoston (1817–1888) művelődéspolitikus [29-1-5]
- Türr István (1825–1908) tábornok [28-díszsor-28]

## U, Ú
- Udvarhelyi Sándor (Agyagfalvy) (?–1885) énekes, színész [34/1-2-27]
- Uitz Béla (1887–1972) festő, grafikus [34/2-1-20]
- Újházi Ede (1841–1915) színész, színészpedagógus [28-díszsor-28]
- Ujj József (1876–1950) karnagy [34/2-1-40]

## V
- Vadász Miklós (1881–1927) festő, grafikus [51-1-55]
- Vadnai Károly (1832–1902) író, újságíró [29/1-1-16]
- Vahot Imre (1820–1870) író [34/1-1-24]
- Vajda János (1829–1897) költő, publicista [34/1-1-32]
- Andy Vajna (1944–2019) filmproducer, üzletember [19-2-7]
- Vámbéry Ármin (1832–1913) orientalista [18/1-1-13]
- Vándor Sándor (1901–1945) karmester, zeneszerző [24-1-75]
- Váradi Hédi (1929–1987) színésznő [42/2-A-16]
- Várady Sándor (1920–2000) szobrász [42/1-A-32]
- Várnai Zseni (1890–1981) költő [34/2-1-8]
- Varnus-család
- Vas Gereben (1823–1868) író [34/1-1-22]
- Vasadi Péter (1926-2017)  költő, író, esszéista  [42]
- Vásárhelyi Pál (1795–1846) vízépítő mernők [10/2-sziget]
- Vastag György, id. (1834–1922) festő [37/1-1-32]
- Vastagh György ifj. (1868–1946) szobrász [37/1-1-32]
- Vastagh László (1902–1972) szobrász [37/1-1-32]
- Vedres Márk (1870–1961) szobrász [34/1-1-33]
- Vedres Mátyás (1943–2009) jégkorongozó [58-BAL-U/24]
- Veres Péter (1897–1970) író, politikus [34/2-1-18]
- Verő György (1857–1941) zeneszerző, színműíró, rendező [50/1-1-21]
- Vértes Attila (1934–2011) [27/1-24]
- Vetter Antal (1803–1882) 1848-as honvéd altábornagy [24/1-körönd]
- Vidor Pál (1846–1906) színész, énekes, színműíró [48/2-1-75]
- Virág Benedek (1858–1937) költő, író [34/2-2-13]
- Vízvári Gyula (1841–1908) színész, komikus [34/1-3-19]
- Vízvári Mariska (1877–1954) színésznő [34/1-3-19]
- Volkmann Róbert (1815–1883) zeneszerző [34/1-1-31]
- Vörösmarty Mihály (1800–1855) költő [J. 82]

## W
- Wartha Vince (1844–1914) kémikus [34-11-12]
- Weber Rudolf (1843–1915) evangélikus főgimnáziumi tanár, szakíró [9-1-77]
- Weiner Leó (1858–1937) zeneszerző [34/2-1-23]
- Wekerle Sándor (1848–1921) miniszterelnök (1892–95, 1906–1910, 1917–1918) [10/1-1-5]
- Wessely Ferenc (1928–1990) szinkronrendező, dramaturg
- Wohl Janka (1846–1901) költő, író [28-2-103]
- Würtzler Arisztid (1925–1997) hárfás [42/2-1-15]

## X
- Xántus János (1825–1894) természettudós [29-1-10]

## Y

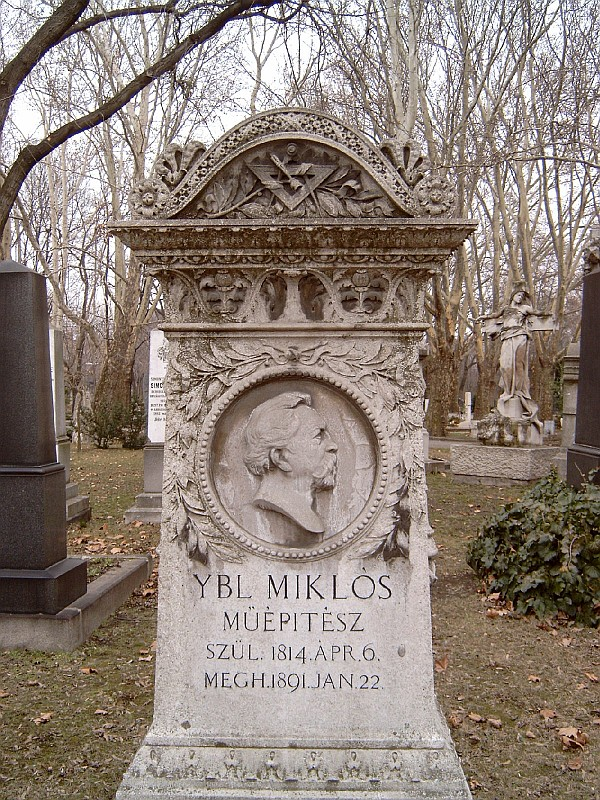
Ybl Miklós

- Ybl Miklós (1814–1891) építész [34/1-1-1]

## Z
- Zádor Gyöngyi (1920–1941) színésznő [11-1-2]
- Zala György (1858–1937) szobrász [34-1-48]
- Zalka Máté (1896–1937) író, tábornok [Mm. B. 20.]
- Zerkovitz Béla (1881–1948) zeneszerző [24/1-1-68]
- Zichy Mihály (1827–1906) festő [28-díszsor-14]
- Zielinski Szilárd (1860–1924) építész, építőmérnök, egyetemi tanár [10/1-1-2]
- Zilahy Imre (1845–1867) költő, hírlapíró [9-4-3]
- Zilahy Lajos (1891–1974) író [A. B. 263-264]
- Zrumeczky Dezső (1883–1917) építész, grafikus [20/2-2-13]
- Zwack Péter (1927–2012) politikus; üzletember

## Zs
- Zsigmondy Vilmos (1821–1888) bányamérnök [18-1-18]